# Campionato europeo di Formula 2 1972
La stagione 1972 del Campionato europeo di Formula 2 fu disputata su 14 gare. La vittoria venne conquistata nella serie dall'ex pilota motociclistico Mike Hailwood su Surtees-Ford.

## La pre-stagione
La sesta edizione del campionato europeo di Formula 2 parte il 12 marzo a Mallory Park, minuscolo circuito inglese di appena 2 km distribuito tra un lungo tratto veloce e uno stretto tornante (con in mezzo un lago spesso teatro di bagni fuori stagione). È una stagione importante quella del mini-Circus perché il nuovo regolamento ha aumentato la cilindrata da 1600 cm³ a 2000, rendendo le monoposto più veloci e aerodinamicamente più aggressive. L'elenco degli iscritti come al solito vede contendersi la vittoria sia giovani di belle speranze che i Big della F1. C'è La March ufficiale con i colori STP con il campione in carica Ronnie Peterson (che però non prende punti per il campionato in quanto pilota di Formula 1) e Niki Lauda. La Brabham messa in pista dall'organizatissimo team Rondel di Ron Dennis che punta al titolo con Reutemann e Wollek e alle singole vittorie con i fuori classifica Schenken e Pescarolo. Per rimanere fra gli "ufficiali" poi c'è l'interessante Surtees TS10 con Mike Hailwood e (in alcune occasioni) lo stesso John Surtees al volante. La Mclaren M21 per il giovanissimo sudafricano Jody Scheckter e la Chevron B20 con Peter Gethin, mentre a stagione iniziata si faranno vedere anche la Lotus con Fittipaldi, la Elf Alpine, e la francese Pygmee. Ci sono poi i team privati tutt'altro che da sottovalutare come le Brabham del team ASCA con Jaussuad e Potocki, il due volte campione del mondo Graham Hill con la sua Brabham Jagermaister, Jarier e Dolhem con le March del team Arnold, il trio Cevert, Depailler e Jabouille con il team Coombs sponsorizzato dalla Elf, i fratelli Brambilla con le March dell'anno precedente sponsorizzate dalla Beta Utensili, l'inglese Morgan detto il pirata perché corre in modo pericoloso (rientra infatti da una squalifica di un anno) con una Brabham BT35 dell'anno precedente, Purley con la sua March nera della LEC e altri che man mano si faranno avanti con il prosieguo della stagione. Fa qualche comparsata anche lo svizzero Xavier Perrot, detto il falco delle montagne, che con la sua March 722 alterna alle salite le gare in pista, e che proprio quell'anno diventerà campione europeo della specialità. Sparisce dall'elenco degli iscritti la Tecno che con il passaggio in F1 non disponendo di grosse somme di denaro deve chiudere il programma di F2 che prevedeva di far correre l'italiano Fontanesi. Sul fronte dei motori i Ford pur con diverse varianti (BDA, BDF, BDV) ha pressoché il monopolio. L'ostinato Ernesto Brambilla insiste con il Dino V6, che tante gioie gli aveva regalato nel 1968 quando era pilota ufficiale della Ferrari di F2, ma è un caso isolato. Le gomme sono Goodyear e Firestone. Oltre al titolo europeo, c'è anche il campionato Inglese sponsorizzato dalla John Player che è articolato su 5 gare, di cui solo 2 valevoli anche per il campionato continentale.

### Calendario
| Gara | Nome                                           | Circuito                            | Giri       | Lunghezza           | Data         | Note                                                                        |
| ---- | ---------------------------------------------- | ----------------------------------- | ---------- | ------------------- | ------------ | --------------------------------------------------------------------------- |
| 1    | John Player F2 Championship Race               | Circuito di Mallory Park            | 50+50      | 2,17=217,0 km       | 12 marzo     | Gara disputata su due manche da 50 giri ciascuna, con somma dei tempi.      |
| 2    | B.A.R.C. "200" Jochen Rindt Memorial Trophy    | Circuito di Thruxton                | 28+28+50   | 78x3,791=295,698 km | 3 aprile     | Gara disputata con due batterie di semifinale da 28 giri, più finale da 50. |
| 3    | Deutschland Trophäe Jim Clark Gedächtnisrennen | Hockenheimring                      | 20+20      | 40x6,789=271,56 km  | 16 aprile    | Gara disputata su due manche da 20 giri ciascuna, con somma dei tempi.      |
| 4    | Gran Premio di Pau                             | Circuito di Pau                     | 37+37+70   | 107x2,76=295,320 km | 7 maggio     | Gara disputata con due batterie di semifinale da 37 giri, più finale da 70. |
| 5    | Greater London Trophy                          | Circuito del Crystal Palace, Londra | 45+45+50   | 95x2,238=212,61 km  | 29 maggio    | Gara disputata con due batterie di semifinale da 45 giri, più finale da 50. |
| 6    | Rhein-Pokalrennen                              | Hockenheimring                      | 20+20      | 40x6,789=271,56 km  | 11 giugno    | Gara disputata su due manche da 20 giri ciascuna, con somma dei tempi.      |
| 7    | Gran Premio di Rouen-les-Essarts               | Circuito di Rouen                   | 20+20+30   | 50x 5,543=277,15 km | 25 giugno    | Gara disputata con due batterie di semifinale da 20 giri, più finale da 30. |
| 8    | Jochen Rindt Gedächtnisrennen                  | Österreichring                      | 34         | 34x5,911=200,974 km | 9 luglio     |                                                                             |
| 9    | Gran Premio Città di Imola                     | Autodromo di Imola                  | 28+28      | 56x5.018=281,008 km | 23 luglio    | Gara disputata su due manche da 28 giri ciascuna, con somma dei tempi.      |
| 10   | Hitachi Mantorp Park Grand Prix                | Mantorp Park                        | 36+36      | 72x4,092=294,624 km | 6 agosto     | Gara disputata su due manche da 36 giri ciascuna, con somma dei tempi.      |
| 11   | Gran Premio del Mediterraneo                   | Autodromo di Pergusa                | 32+32      | 64x4,797=307,008 km | 20 agosto    | Gara disputata su due manche da 32 giri ciascuna, con somma dei tempi.      |
| 12   | Festspielpreis der Stadt Salzburg              | Salzburgring                        | 30+30      | 60x4,238=254,28 km  | 3 settembre  | Gara disputata su due manche da 30 giri ciascuna, con somma dei tempi.      |
| 13   | XXX Grand Prix d'Albi                          | Circuit d'Albi                      | 28+28+32   | 60x3,636=218,16 km  | 24 settembre | Gara disputata con due batterie di semifinale da 28 giri, più finale da 32. |
| 14   | V Preis von Baden-Württemberg und Hessen       | Hockenheimring                      | 32         | 32x6,789=217,248 km | 1º ottobre   |                                                                             |
|      | Gran Premio di Roma                            | Autodromo Vallelunga                | cancellata | cancellata          | 15 ottobre   |                                                                             |

### Tabella riassuntiva
Tabella parziale con i piloti e i costruttori che presero parte al campionato europeo di Formula 2 nella stagione 1972.
Nel 1972 i numeri non erano ancora fissi. Quelli segnati sono solo indicativi.
| Team                           | Costruttore | Telai     | Motore              | Gomme | No | Piloti                |
| ------------------------------ | ----------- | --------- | ------------------- | ----- | -- | --------------------- |
| Motul Team Rondel              | Brabham     | BT38      | Ford-Cosworth BDA   | G     | 1  | Carlos Reutemann      |
| Motul Team Rondel              | Brabham     | BT38      | Ford-Cosworth BDA   | G     | 2  | Tim Schenken          |
| Motul Team Rondel              | Brabham     | BT38      | Ford-Cosworth BDA   | G     | 3  | Bob Wollek            |
| Motul Team Rondel              | Brabham     | BT38      | Ford-Cosworth BDA   | G     | 4  | Henri Pescarolo       |
| A.S.C.A. Racing Team           | Brabham     | BT38      | Ford- Cosworth BDA  | F     | 5  | Jean-Pierre Jaussaud  |
| A.S.C.A. Racing Team           | Brabham     | BT38      | Ford- Cosworth BDA  | F     | 6  | Adam Potocki          |
| Shell Meubles Arnold Team      | March       | 722       | Ford-Cosworth BDA   | F     | 7  | Jean-Pierre Jarier    |
| Shell Meubles Arnold Team      | March       | 722       | Ford-Cosworth BDA   | F     | 8  | José Dolhem           |
| STP March Engineering          | March       | 722       | Ford-Cosworth DFV   | G     | 9  | Niki Lauda            |
| STP March Engineering          | March       | 722       | Ford-Cosworth DFV   | G     | 10 | Ronnie Peterson       |
| STP March Engineering          | March       | 722       | Ford-Cosworth DFV   | G     | 10 |                       |
| STP March Engineering          | March       | 722       | Ford-Cosworth DFV   | G     | 11 | Jochen Mass           |
| Texaco Star Lotus              | Lotus       | 69        | Ford - Cosworth BDA | F     | 12 | Emerson Fittipaldi    |
| Clarke Mordaunt Guthrie Racing | March       | 722       | Ford - Cosworth BDA | F     | 14 | Mike Beuttler         |
| Clarke Mordaunt Guthrie Racing | March       | 722       | Ford - Cosworth BDA | F     | 14 |                       |
| Clarke Mordaunt Guthrie Racing | March       | 722       | Ford - Cosworth BDA | F     | 14 |                       |
| ELF Team Coombs                | March       | 722       | Ford - Cosworth BDA | G     | 15 | Patrick Depailler     |
| ELF Team Coombs                | March       | 722       | Ford - Cosworth BDA | G     | 16 | Adrian Wilkins        |
| ELF Team Coombs                | March       | 722       | Ford - Cosworth BDA | G     | 18 | François Cevert       |
| Allan McCall Team Tui          | Leda Tui    | BH2       | Ford - Cosworth BDA | G     | 19 | Bert Hawthorne        |
| Allan McCall Team Tui          | Leda Tui    | BH2       | Ford - Cosworth BDA | G     | 20 | John Watson           |
| Allan McCall Team Tui          | Leda Tui    | BH2       | Ford - Cosworth BDA | G     | 21 | Dave Morgan           |
| Allan McCall Team Tui          | Leda Tui    | BH2       | Ford - Cosworth BDA | G     | 21 |                       |
| Allan McCall Team Tui          | Leda Tui    | BH2       | Ford - Cosworth BDA | G     | 21 |                       |
| Mclaren Impact Group           | Mclaren     | M21       | Ford-Cosworth BDA   | F     | 22 | Jody Scheckter        |
| ELF Team Coombs                | Alpine      | A367      | Ford-Cosworth BDA   | G     | 23 | Jean-Pierre Jabouille |
| Matchbox Team Surtees          | Surtees     | TS10      | Ford - Cosworth BDA | F     | 24 | John Surtees          |
| Matchbox Team Surtees          | Surtees     | TS10      | Ford - Cosworth BDA | F     | 24 | Carlos Ruesch         |
| Matchbox Team Surtees          | Surtees     | TS10      | Ford - Cosworth BDA | F     | 24 | José Dolhem           |
| Matchbox Team Surtees          | Surtees     | TS10      | Ford - Cosworth BDA | F     | 24 |                       |
| Matchbox Team Surtees          | Surtees     | TS10      | Ford - Cosworth BDA | F     | 24 | Andrea De Adamich     |
| Matchbox Team Surtees          | Surtees     | TS10      | Ford - Cosworth BDA | F     | 24 | Carlos Pace           |
| Matchbox Team Surtees          | Surtees     | TS10      | Ford - Cosworth BDA | F     | 25 | Mike Hailwood         |
| Matchbox Team Surtees          | Surtees     | TS10      | Ford - Cosworth BDA | F     | 25 |                       |
| Banting & Earle Racing Team    | Pygmee      | MDB17     | Ford - Cosworth BDA | G     | 26 | Carlos Pace           |
| Banting & Earle Racing Team    | Pygmee      | MDB17     | Ford - Cosworth BDA | G     | 26 | Lian Duarte           |
| Banting & Earle Racing Team    | Pygmee      | MDB17     | Ford - Cosworth BDA | G     | 26 | Patrick Dal Bo        |
| Banting & Earle Racing Team    | Pygmee      | MDB17     | Ford - Cosworth BDA | G     | 26 | Fred Stalder          |
| Banting & Earle Racing Team    | Pygmee      | MDB17     | Ford - Cosworth BDA | G     | 26 | Jean-Louis Lafosse    |
| Team Brambilla                 | March       | 712       | Ford - Cosworth Bda | G     | 27 | Vittorio Brambilla    |
| Team Brambilla                 | March       | 712       | Dino - Ferrari V6   | G     | 28 | Ernesto Brambilla     |
| Team Chevron with Castrol      | Chevron     | B20       | Ford-Cosworth BDA   | G     | 29 | Peter Gethin          |
| Team Chevron with Castrol      | Chevron     | B20       | Ford-Cosworth BDA   | G     | 30 | Vic Elford            |
| Team Chevron with Castrol      | Chevron     | B20       | Ford-Cosworth BDA   | G     | 30 |                       |
| Theodore Racing Hong Kong      | March       | 722       | Ford-Cosworth BDA   | G     | 31 | Vern Schuppan         |
| Hesketh Racing                 | March       | 712       | Ford-Cosworth BDA   | F     | 32 | James Hunt            |
| Team Viking                    | Hesketh     | BT35 BT38 | Ford-Cosworth BDA   | G     | 33 | Tom Belsø             |
| Team Viking                    | Hesketh     | BT35 BT38 | Ford-Cosworth BDA   | G     | 33 |                       |
| Team Viking                    | Hesketh     | BT35 BT38 | Ford-Cosworth BDA   | G     | 33 |                       |
| Team Viking                    | Hesketh     | BT35 BT38 | Ford-Cosworth BDA   | G     | 34 | Steve Gunnarson       |
| Team Viking                    | Hesketh     | BT35 BT38 | Ford-Cosworth BDA   | G     | 34 |                       |
| GRS International              | GDR         | 272       | Ford-Cosworth BDA   | F     | 35 | Reine Wisell          |
| GRS International              | GDR         | 272       | Ford-Cosworth BDA   | F     | 36 | Tetsu Ikuzawa         |
| Team Tartaruga                 | March       | 722       | Ford - Cosworth BDE | G     | 37 | Xavier Perrot         |
| Peter Bloore Racing            | March       | 722       | Ford - Cosworth BDA | G     | 38 | Brett Lunger          |
| Peter Bloore Racing            | March       | 722       | Ford - Cosworth BDA | G     | 39 | Hiroshi Kazato        |
| Jagermaister Racing Team       | Brabham     | BT35 BT38 | Ford - Cosworth BDA | G     | 40 | Graham Hill           |
| LEC Refrigeration              | March       | 722       | Ford - Cosworth BDA | G     | 41 | David Purley          |
| Jolly Club Team Switzerland    | Brabham     | BT38      | Ford - Cosworth BDA | G     | 42 | Silvio Moser          |
| Jolly Club Team Switzerland    | Brabham     | BT38      | Ford - Cosworth BDA | G     | 42 | Peter Korda           |
| Jolly Club Team Switzerland    | Brabham     | BT38      | Ford - Cosworth BDA | G     | 42 | Giancarlo Gagliardi   |
| Jolly Club Team Switzerland    | Brabham     | BT38      | Ford - Cosworth BDA | G     | 43 | Georges Schäfer       |
| Jolly Club Team Switzerland    | Brabham     | BT38      | Ford - Cosworth BDA | G     | 43 | Bernd Terbeck         |
| Jolly Club Team Switzerland    | Brabham     | BT38      | Ford - Cosworth BDA | G     | 44 | Hannelore Werner      |
| Team Obermoser Jörg            | GDR         | 272       | Ford - Cosworth BDA | G     | 45 | Gerhard Schüler       |
| Team Obermoser Jörg            | GDR         | 272       | Ford - Cosworth BDA | G     | 46 | Jörg Obermoser        |
| Team Obermoser Jörg            | GDR         | 272       | Ford - Cosworth BDA | G     | 47 | Werner Christmann     |
| Edward Reeves Racing           | Brabham     | BT38      | Ford - Cosworth BDA | G     | 48 | Dave Morgan           |
| Elcom Racing Team              | Brabham     | BT38      | Ford - Cosworth BDA | G     | 49 | Claudio Francisci     |
| FIRST                          | Brabham     | BT38      | Ford - Cosworth BDA | G     | 50 | Peter Westbury        |
| Coca Cola Racing Team          | March       | 722       | Ford - Cosworth BDA | G     | 51 | Gerry Birrell         |
| Rent A March                   | March       | 722       | Ford - Cosworth BDA | G     | 52 | Luis Bueno            |
| Rent A March                   | March       | 722       | Ford - Cosworth BDA | G     | 52 | Silvio Montenegro     |
| Rent A March                   | March       | 722       | Ford - Cosworth BDA | G     | 52 | Roger Williamson      |
| Rent A March                   | March       | 722       | Ford - Cosworth BDA | G     | 53 | Brian Hart            |
| Jolly Club of Switzerland      | March       | 712M      | Ford - Cosworth BDA | G     | 54 | Silvio Moser          |
| Team Bardahl                   | Brabham     | BT38      | Ford - Cosworth BDA | G     | 55 | Wilson Fittipaldi     |
| Nicoby Racing                  | Brabham     | BT36      | Ford - Cosworth BDA | G     | 56 | John Wingfield        |
| Team Ensign                    | Ensign      | LNF2      | Ford - Cosworth BDA | F     | 57 | Richard Burton        |
| Uniacke Chemicals Racing       | Brabham     | BT38      | Ford - Cosworth BDA | F     | 58 | Richard Scott         |
| Roland Binder Racing           | Brabham     | BT36      | Ford - Cosworth BDA | F     | 59 | Roland Binder         |

## Le tappe dell'europeo

### I John Player Formula 2 Championship Race 1972
Valevole per:

European Championship for Formula 2 Drivers, Round 1

John Player British F2 Championship, Round 1
Mallory Park Circuit, Kirkby Mallory, Leicester, Great Britain
Come detto il campionato parte dal minuscolo circuito di Mallory Park. A causa del nuovo regolamento molte squadre a corto di preparazione devono disertare la manifestazione. Ciò nonostante l'elenco degli iscritti è di prim'ordine. La gara è strutturata in due manche da 50 giri con somma di tempi finale. Le qualifiche vedono il campione europeo in carica Ronnie Peterson ottenere con la sua STP March 722 la pole con il tempo di 43"4, davanti al sorprendente Morgan con la Brabham del 1971 a 2 decimi di distacco. Seguono poi Reutemann con la nuova Brabham BT36, Wilson Fittipaldi con la vecchia March 712, Niki Lauda, Jabouille, Scheckter e via via tutti gli altri. La gara verrà vinta proprio da Morgan che nonostante una monoposta non proprio eccezionale, può contare su tre assi nella manica. Un telaio collaudato, un motore nuovo ma di cilindrata contenuta (un Ford DBA da 1860 cm³ preparato da Wood) che l'ha messo al riparo dai problemi d'affidabilità in cui sono incorsi i suoi più celebri avversari, e le "vecchie" Firestone B24 che non hanno presentato gli stessi problemi delle più morbide B26 che la casa americana aveva destinato ai favoriti. Vinta la prima manche grazie anche gli errori di Peterson e Wolleck, nella seconda il pilota inglese si limitato a controllare gli avversari, anche se Reutemann che poi la vincerà ha fatto di tutto per colmare il distacco accumulato nella prima manche a causa di una gomma che si è sgonfiata.
CLASSIFICA (per somma dei tempi)
1 44 Dave Morgan, GB Edward Reeves Racing Brabham BT35 - Ford BDA/David Wood BT35-8 1860 F 1:14'32.8"
2 2 Niki Lauda, A STP March Engineering March 722 - Ford BDA/R.E.S. 722-5 1825 GY 1:14'36.0"
3 28 Carlos Reutemann, RA Motul Rondel Racing Brabham BT38 - Ford BDF/Cosworth BT38-11 1927 GY/F 1:14'42.0"
4 73 Jody Scheckter, ZA Bruce McLaren Motor Racing Ltd McLaren M21 - Ford BDF/Cosworth M21-1 1927 GY 1:15'15.0"
5 57 Mike Hailwood, GB Matchbox Team Surtees Surtees TS10 - Ford BDA/R.E.S. TS10-01 1825 F 99 giri
6 17 Xavier Perrot, CH Squadra Tartaruga March 722 - Ford BDE/Cosworth 722-16 1790 GY 99 giri
7 35 Richard Scott, GB Uniacke Chemicals Brabham BT36 - Ford BDA/Geoff Richardson BT36-9 1790 GY 99 giri
8 15 David Purley, GB Lec Refrigeration Racing March 722 - Ford BDA/R.E.S. 722-10 1825 GY 98 giri

### XXVII B.A.R.C. "200" 1972
Valevole per:

European Championship for Formula 2 Drivers, Round 2

III John Player British F2 Championship, Round 3

II Jochen Rindt Memorial Trophy
Thruxton Circuit, Andover, Great Britain
Il week end pasquale della Formula 2 prevede ben due corse in soli quattro giorni. Il 31 marzo si corre ad Oulton Park in una gara valevole per il titolo inglese dove vince l'austriaco Niki Lauda, mentre il 3 aprile è prevista il Jochen Rindt Trophy classicissima del lunedì di Pasqua che si svolge a Thruxton. Nelle prove succede una cosa clamorosa: Carlos Reutemann, dato dai più come il favorito per il titolo e fresco vincitore della sua prima gara di Formula 1 (a Interlagos in una prova non valida per il mondiale) a causa della rottura del mozzo della ruota posteriore sinistra va a sbattere violentemente contro il guardrail, fratturandosi il piede sinistro. Ron Dennis suo team manager a titolo precauzionale ritira tutti i suoi piloti. L'europeo perde uno dei suoi sicuri protagonisti. Tornando alla gara, che questa volta è strutturata su due batterie di qualificazione da 28 giri e su una finale da 50, vede in gran palla i piloti della March. Lauda infatti si aggiudica la prima batteria, grazie anche alla sfortuna di Carlos Pace che con la debuttante Pygmèe MDB17 si ritira per un guasto meccanico a un giro dalla fine quando era in testa, mentre Peterson vince la seconda e questa volta senza regali da parte di nessuno. Nella finale si svolgeva un copione simile con Peterson imprendibile che vince davanti a François Cevert e Niki Lauda, con soli 5 piloti al traguardo. I 9 punti dell'europeo vanno però a Niki Lauda essendo sia Peterson che Cévert piloti di "serie A".
CLASSIFICA DELLA FINALE
1 22 Ronnie Peterson, S STP March Engineering March 722 - Ford BDF/Cosworth 722-17 1927 GY 50 1:00'19.4"
2 44 François Cevert, F Elf Coombs Racing March 722 - Ford BDA/Brian Hart GY 50 1:00'44.0"
3 23 Niki Lauda, A STP March Engineering March 722 - Ford BDA/R.E.S. 722-5 1927 GY 49
4 48 Patrick Dal Bo, F Banting & Earle Racing Team Pygmée MDB17 - Ford BDA/Pygmée MDB17-372 1790 48
5 11 Claudio Francisci, I Elcom Racing Team Brabham BT38 - Ford BDE/Novamotor BT38-13 1790 47
6 DNF 25 Gerry Birrell, GB Sports Motors (Manchester) March 722 - Ford BDA/Brian Hart 722-1 1860 GY 38 ritirato
7 DNF 52 Bert Hawthorne, NZ Leda Engineering Leda-Tui AM29 - Ford BDA/Brian Hart AM29-BH-1 1850 46 ritirato
8 DNF 1 Graham Hill, GB Tate of Leeds (Racing) Brabham BT36 - Ford BDA/Felday BT36-1 1973 30 ritirato

### VI Deutschland Trophäe 1972
Valevole per:

European Championship for Formula 2 Drivers, Round 3

IV Jim Clark Gedächtnisrennen
Hockenheimring, Heidelberg, West Germany
Il mini-circus della formula 2 fa tappa in Germania per il trofeo dedicato alla memoria del grande Jim Clark, morto in quella stessa gara quattro anni prima. Nello stesso punto in cui l'indimenticato campione scozzese ha lasciato la vita terrena per entrare nella leggenda il venerdì durante le prove si è consumata un'altra tragedia. Il neozelandese Bert Hawthorne, infatti, stava viaggiando molto forte (il suo miglior giro era 2'10"3 che lo avrebbe portato in seconda fila) quando con il braccio ha segnalato a Bernd Terbeck che stava rallentando. Dal racconto del tedesco "io seguivo di una trentina di metri la macchina di Hawthorne, quando nella lunga curva prima della chicane mi ha fatto segno di passarlo con la destra. Quando la mia ruota anteriore gli è arrivata all'altezza dell'abitacolo la sua macchina ha stretto improvvisamente contro di me. Eravamo in quinta piena e appena ci siamo toccati sono stato catapultato in aria, ricadendo molto più avanti. Non capisco cosa sia successo, perché sapeva che ero là e il suo spostamento è stato brusco e non naturale." Non si può parlare solo di sfortuna, perché la Leda-Tui dello neozelandese si è andata a incastrare sotto il guardrail che era molto più alto del dovuto da terra. Ma le gravi negligenze degli organizzatori non si fermano qui. I soccorsi sono stati ridicoli, visto che Niki Lauda ha fatto ben due giri passando davanti all'auto incidentata e poi ha sentito il dovere di fermarsi ai Box a sollecitare l'intervento dei commissari e dell'ambulanza, per provare una disperata rianimazione del corpo ormai senza vita di Hawthorne. Una volta ripreso il normale
svolgimento delle prove a fare la pole è proprio Lauda che grazie a un "super" Cosworth 1930 normalmente usato da Peterson riesce a fare 2'08" precedendo di un paio di decimo Pescarolo e il sorprendente esordiente Jochen Mass (fresco vincitore della "4 ore di Monza" con la Ford) con la March lasciata libera da Peterson. Dopodiché a Hockenheim si scatena un diluvio che rende inutili le prove del sabato e particolarmente insidiose le condizioni dell'asfalto della gara di domenica. Curiosa l'affermazione di Niki Lauda prima del via, che si vantava di avere un'arma segreta con la pioggia: disse infatti "io grazie ai miei dentoni in fuori respiro verso il basso e non mi si appanna la visiera come a tutti gli altri piloti..." Partita la prima manche è Lauda a prendere il largo, seguito dal suo compagno di colori Mass. Ma quando ormai sembra configurarsi una doppietta March all'undicesimo giro dal bosco non passano né Lauda né Mass, bensì l'azzurra Alpine Elf di Depailler. Per una strana coincidenza i due portacolori della March hanno subito un guasto tecnico nello stesso giro. Per Depailler però non è così facile mantenere il comando perché il redivivo Jaussaud con la sua Brabham blu del team A.S.C.A. gli si fa sotto e a pochi giri dalla fine riesce a passarlo e a vincere. La seconda manche con l'asfalto ormai completamente asciutto vede Jaussaud andare in testa molto facilmente. Lauda nonostante il ritiro nella prima manche prova lo stesso a portare a termine la seconda nella speranza di rimediare qualche punticino, e riesce anche ad andare in testa, ma il motore lo tradisce. Anche Depailler deve fare i conti con un guasto meccanico che lo toglie di mezzo. Vince la manche e quindi, per la somma dei tempi, anche la gara, Jaussaud davanti a Beuttler e Wolleck. Per il trentacinquenne francese è un successo importante. Dopo aver vinto il gran premio di Montecarlo di formula 3 la sua carriera era stata stroncata dal terribile incidente al gran premio Lotteria di Monza di formula 2 nel 1968. E adesso dopo tante operazioni e tanti bocconi amari, si sta prendendo le sue rivincite.
CLASSIFICA PER SOMMA DEI TEMPI
1 32 Jean-Pierre Jaussaud, F Ecurie A.S.C.A. Brabham BT38 - Ford BDA/Brian Hart BT38-18 1850 F 40 1:25'24.2"
2 17 Mike Beuttler, GB Clarke Mordaunt Guthrie Racing March 722 - Ford BDA/R.E.S. 722-18 1930 GY 40 1:25'37.5"
3 11 Bob Wollek, F Motul Rondel Racing Brabham BT38 - Ford BDE/Cosworth BT38-15 1790 GY 40 1:25'43.8"
4 21 Xavier Perrot, CH Squadra Tartaruga March 722 - Ford BDE/Cosworth 722-16 1790 GY 40 1:28'05.3"
5 28 Tom Belsø, DK Team Viking Brabham BT38 - Ford BDA/ Tony Steele BT38-19 1790 40 1:29'31.0"
6 34 John Wingfield, GB Nicoby Racing Brabham BT36 - Ford BDA/Felday BT36-10 39
7 43 Adrian Wilkins, GB John Coombs Racing March 722 - Ford BDA/Felday 722-15 1790 GY 39
8 8 Tetsu Ikuzawa, J GRS International GRD 272 - Ford BDE/Cosworth 272-020 1790 F 38

### XXXII Grand Prix Automobile de Pau 1972
European Championship for Formula 2 Drivers, Round 4
Circuit de Pau, France
Per la prima volta da quando esiste l'europeo di F2 il gran premio di Pau è valido per il campionato. Quella che molti considerano la Montecarlo della seconda formula, è sempre stato un appuntamento di grande prestigio, perché si poteva partecipare solo se invitati dagli organizzatori, che sono sempre riusciti ad avere nomi di spicco nel programma della gara. Una pista corta e lenta che permette di prendere il via a solo 16 monoposto, che vengono selezionate grazie a due batteria di qualificazione. Ecco i nomi più in vista fra i 36 iscritti, al volante delle March ci sono gli ufficiali Lauda e Mass, il team Coombs con Cévert e Depailler (mentre la Elf alpine questa volta viene assegnata a Jabouille) e Beltoise con la monoposto curata dal team Arnold. Con le Surtees c'è Hailwood (mentre il patron John Surtees è andato a correre e a vincere al Fuji in una gara di F2 locale) e alla sua prima esperienza in F2 del 1972 Andrea De Adamich. Ben 12 le Brabham con fra i nomi di punta Pescarolo e Wollek con il team di Ron Dennis, Graham Hill con la sua Brabham Jagermaister, il vincitore di Hockenheim Jaussaud e Wilson Fittipaldi. Riappare la Mclaren con il giovanissimo Scheckter, e la Chevron con l'esperto Gethin. Poi ci sono le GRD, la Pygmee e l'atteso Emerson Fittipaldi, per la prima volta alla guida delle nuove F2 da 2000 cm³. Le qualifiche dei numeri pari vedono Depailler in pole davanti alla GRD del biondo Wisell e alla Mclaren di Scheckter, mentre fra i numeri pari il miglior tempo lo segna François Cevert (migliorando con 1'15"4 di oltre un secondo la pole del compagno di squadra) davanti a Gethin e Jaussaud. Le batterie qualificano i primi 5 arrivati più i tre giri più veloci. Metodo usato soprattutto in Inghilterra per evitare di perdere qualche Big che per qualsiasi motivo non riuscisse a finire la gara. La prima batteria viene vinta da Depailler davanti a Lauda e Birell, mentre nell'altra Gethin dimostra di essere in gran forma vincendo davanti a Jaussaud e De Adamich. Mass, Hailwood, Emerson Fittipaldi e Graham Hill si qualificano grazie ai giri più veloci, mentre desta scalpore la non qualificazione di Cévert che dopo essere andato in testa rompe il pignone della distribuzione al terzo giro. Si arriva così alla finale, con Peter Gethin e la sua rossa Chevron numero 20 che schizza in testa con Depailler che gli sta a ruota e Niki Lauda più staccato, che però si dovrà ritirare al venticinquesimo giro per la rottura del semiasse. A metà gara Gethin e Depailler hanno doppiato tutti. Il pubblico si alza in piedi perché il pilota francese dopo aver perso progressivamente contatto dall'inglese negli ultimi giri sta tirando per provare a regalare al pubblico di casa una vittoria blue. Ma nonostante gli riesca a prendere oltre 15 secondi alla fine vince Gethin più che meritatamente, con Purley al terzo posto staccato di due giri. il campionato dopo 4 prove vede Lauda in testa con 15 punti, davanti a Jaussaud e Morgan staccati rispettivamente di 3 e 6 punti.
CLASSIFICA DELLA FINALE
1 20 Peter Gethin, GB Chevron Racing Team Chevron B20 - Ford BDA/Alan Smith B20.F2.2 F 70 1:33'40.8"
2 25 Patrick Depailler, F Elf Coombs Racing March 722 - Ford BDA/Brian Hart 722-45 1850 GY 70 1:33'41.7"
3 33 David Purley, GB Lec Refrigeration Racing March 722 - Ford BDA/R.E.S. 722-10 GY 68
4 10 Jean-Pierre Jaussaud, F Ecurie A.S.C.A. Brabham BT38 - Ford BDA/Brian Hart BT38-18 1850 F 66
5 36 Mike Hailwood, GB Matchbox Team Surtees Surtees TS10 - Ford BDA/Brian Hart TS10-01 1850 F 66
6 1 Reine Wisell, S GRS International GRD 272 - Ford BDA/David Wood 272-016 1850 F 65
7 7 Bob Wollek, F Motul Rondel Racing Brabham BT38 - Ford BDA/R.E.S. BT38-15 1960 GY 64
DNF 31 Gerry Birrell, GB Sports Motors (Manchester) March 722 - Ford BDA/Brian Hart 722-1 1850 48 Head gasket

### I Greater London Trophy 1972
Valevole per:

European Championship for Formula 2 Drivers, Round 5

IV John Player British Formula 2 Championship, Round 4
Crystal Palace Circuit, London, Great Britain
Un non azzeccatissimo calendario sportivo ha fatto sì che nello stesso week end fossero presenti tre gare di un certo rilievo. Mi riferisco alla Coppa d'Oro gara di formula 1 fuori campionato che si svolgeva ad Oulton Park (e che vedrà vincere Denis Hulme con la Mclaren M19A), la 1000 km del Nurburgring per il mondiale marche (doppietta delle Ferrari 312P davanti all'Alfa Romeo 33TT3 e alla Gulf Mirage M6) e appunto il Gran Premio di Londra di Formula 2 valido sia per l'europeo che per il campionato inglese che si svolge nel quartiere del Crystal Palace. Nonostante il calendario però, ai nastri di partenza ci sono ben 38 piloti, fra cui diversi Big del circus iridato. Gli organizzatori inglesi erano infatti riusciti ad ingaggiare due ex campioni del mondo come Graham Hill e John Surtees, più il fresco vincitore del Gran premio di Montecarlo Jean Pierre Beltoise. Mancava Gethin, impegnato con la Brm nella coppa d'oro e sostituito per l'occasione da Vic Elford pilota eclettico che gareggiava (e vinceva) indistintamente sia nei Rally (vinse il Montecarlo nel 1968) che nel mondiale marche, e nel mondiale di F1. Faceva poi il suo ritorno in pista Reutemann, ristabilitosi dopo il grave incidente di inizio stagione.
Le caratteristiche dello stretto circuito Londinese consigliavano agli organizzatori di dividere la gara in due batterie di qualificazione da 45 giri (con 16 piloti al via) e una finale con una griglia che avrebbe visto i primi 6 di ogni batteria più i 4 giri più veloci. Le qualifiche della prima batteria videro accaparrarsi la Pole John Surtees, al volante della sua stessa vettura, che con 49" netti riuscì a tenersi alle spalle Beltoise con la Brabham di Ron Dennis e Depailler (che fra l'altro due settimane prima aveva vinto il GP di Montecarlo di F3) con la March 722. Curioso che sia a questi due ultimi piloti che ai successivi due della griglia (Birrell e Hill) fosse stato accreditato lo stesso tempo 49"2. Al via della gara è subito Caos, (anche a causa della griglia stile 3-2-3-2 non certo l'ideale per un circuito così stretto) con Hill e Birrell che si agganciano seminando panico e pezzi di carrozzeria in pista. La gara come voleva la legge non scritta delle corse dell'epoca continua, con Beltoise in testa davanti a Surtees, Lauda e Depailler. Surtees attacca in tutti i modi il francese ma al settimo giro la rottura del motore lo mette fuori. Per lo stesso identico motivo il giro dopo è fuori Lauda. Beltoise sente odore di vittoria ma anche lui è vittima di un episodio sfortunato. Gli si buca una gomma e si deve fermare ai box. Intanto Reutemann che aveva iniziato con prudenza riprende il gruppo dei primi e in contemporanea con la sosta di Beltoise gli riuscì di passare Depailler trovandosi così da terzo a primo in un sol colpo. Un paio di giri dopo anche Depailler dovrà fare i conti con un guasto al motore, togliendo alla gara la suspense di un duello finale con Reutemann.
Vince così l'argentino davanti Elford con la Chevron e a Scott con la Brabham della Uniacke Chemicals. Sfortunata la prova di Watson che con la Leda-Tui rompe il motore all'ultimo giro. Si sarebbe comunque classificato quarto, ma non avendo un motore di scorta dovrà dare forfait per la finale. Si qualificano grazie ai giri veloci Surtees e Depailler. La seconda batteria vede partire al palo Francois Cevert con l'altra March 722 del team Coombs, che con 48"8 rifila ben 4 decimi a Jody Scheckter con la Mclaren M21. Terzo il nostro De Adamich con la sua Surtees, poi via via Morgan, Hailwood, Mass e tutti gli altri. Il via della batteria è meno movimentato rispetto alla precedente e i tre in prima fila riescono a mantenere le loro posizioni. Cévert sembra destinato ad allungare ma il motore della sua March comincia funzionare male, e ad emettere un fastidioso odore di bruciato. Per l'ex fiamma di Brigitte Bardot la via dei Box è inevitabile, consegnando la testa della gara a Scheckter, che è tallonato da Hailwood che nel frattempo ha superato De Adamich. Scheckter prende un discreto vantaggio che pare ormai incolmabile da Hailwood, ma l'ex campione del mondo di Motociclismo incomincia a macinare giri veloci e riuscirà nel suo intento al ventiseiesimo giro, quando passa in testa e va a vincere. Si va così alla finale. La griglia di partenza rimane incerta fino all'ultimo poiché Surtees prova febbrilmente a lavorare sulla sua vettura per renderla in grado di partire. Ma invano, infatti Cévert prima riserva, prenderà il via al posto suo. De Adamich invece viene messo out da un cedimento meccanico durante il giro di lancio, inconveniente che gli fa demolire la sua Surtees nuova di zecca. Così a sorpresa si trova in griglia anche Beuttler. Con il senno di poi l'inglese non la considererà una fortuna essere partito, visto che avrà un rovinoso incidente alla prima curva, che coinvolge anche Beltoise che però riesce a continuare anche se con il muso rovinato.
Il via della gara comunque incidente a parte, vede scattare in testa Scheckter davanti ad Hailwood e Reutemann, e più staccato un nutrito gruppo di inseguitori capitanato da Elford. La battaglia per la testa è indiavolata. Scheckter cerca di scappare via, ma Hailwood non ne vuole sapere di cedere e alza a sua volta il ritmo. Progressivamente Reutemann perde contatto dai due. Al'11º giro Hailwood finalmente riesce a passare, ma non riesce a staccare il sud'africano che vuole a tutti i costi riprendersi la testa. A metà gara tuttavia il tappo del radiatore della Mclaren M21 di Scheckter salta, costringendolo a rallentare il passo. Ma verso la fine della gara anche Hailwood accusa un problema tecnico. La rottura della barra di torsione posteriore rende la Surtees dell'inglese meno stabile e questo permette a Scheckter (avvertito dai box) di provare un forcing finale. Il pubblico si alza in piedi, pregustando un rush finale spettacolare. Infatti non viene deluso; Wilkins con una March 722 privata esce violentemente nel tratto misto prima dei box e conclude la sua corsa con la sua monoposto in mezzo alla pista. Escono le bandiere gialle, e nella confusione che segue Scheckter riesce a portarsi in scia ad Hailwood e superarlo a un paio di giri dalla fine, andando a vincere a soli 22 anni la sua prima gara in Formula 2. Contando che fino all'anno prima correva in Formula Ford è di sicuro un risultato eccezionale. Al terzo posto il regolare Reutemann che dimostra di essere guarito bene dalle ferite di Thruxton. Quarto Elford che una volta in più si dimostra un pilota versatile, (e che la settimana successiva si metterà in risalto alla 24 ore di Le Mans per un nobile gesto d'eroismo nei confronti di un collega), seguito da Cévert, Beltoise, Depailler e Mass.
ORDINE D'ARRIVO DELLA FINALE
1 60 Jody Scheckter, ZA Impact Group McLaren M21 - Ford BDF/Cosworth M21-1 1927 GY 50 41'32.4" 161.55 km/h
2 46 Mike Hailwood, GB Matchbox Team Surtees Surtees TS10 - Ford BDA/Brian Hart TS10-01 1850 F 50 41'34.6"
3 3 Carlos Reutemann, RA Motul Rondel Racing Brabham BT38 - Ford BDF/Cosworth BT38-11 1927 GY 50 41'35.8"
4 54 Vic Elford, GB Chevron Racing Team Chevron B20 -Ford BDA/Alan Smith B20.F2.2 1900 F 50 41'37.0"
5 24 François Cevert, F Elf Coombs Racing March 722 - Ford BDA/Brian Hart 722-4 1850 GY 50 41'44.2"
6 5 Jean-Pierre Beltoise, F Motul Rondel Racing Brabham BT38 - Ford BDA/R.E.S. BT38-14 1930 GY 50 42'14.0"
7 25 Patrick Depailler, F Elf Coombs Racing March 722 - Ford BDA/Brian Hart 722-45 1850 GY 50 42'15.8"
8 22 Jochen Mass, D STP March Engineering March 722 - Ford BDA/R.E.S. 722-17 1930 GY 50 42'16.2"

### VII Rhein-Pokalrennen 1972
European Championship for Formula 2 Drivers, Round 6
Hockenheimring, Heidelberg, West Germany
Il mini circus della F2 fa la sua seconda (su tre) apparizione a Hockenheim in Germania. Al pari della gara di aprile il tempo rimane sempre inclemente. Questa volta la pioggia è stata talmente copiosa che ha indotto gli organizzatori a ridurre entrambe le manche di 5 giri. Nonostante ancora una volta la federazione ha dimostrato di non avere una grande abilità nello stilare i calendari (a qualche centinaio di km di distanza si correva infatti la 24 ore di Le Mans) l'elenco d'iscritti è lo stesso zeppo di nomi famosi e non, con tutti i riflettori puntati su Emerson Fittipaldi. Il brasiliano pur lanciatissimo nel mondiale di formula 1 (che poi vincerà) non si fa certo problemi a scendere di categoria per confrontarsi con i nomi nuovi dell'automobilismo, e dopo aver atteso invano la nuova e chiacchierata Lotus JPS 71 (derivata dalla formula 3 che correva senza troppa fortuna nel campionato inglese con Tony Trimmer) si è dovuto accontentare di una 69 evoluzione del modello dell'anno precedente. A rendergli la vita difficile ci proverà la March che oltre al solito Lauda può disporre di nuovo di Peterson, dato che la Ferrari già matematicamente certa del Mondiale Marche ha deciso di disertare Le Mans. Di conseguenza anche il team Rondel ha potuto disporre di Schencken, mentre Pescarolo e Hill hanno dovuto disertare per onorare gli impegni presi con la Matra. Non preoccupatevi, non si sono certo pentiti della scelta visto che poi la 24 ore l'hanno vinta. Fra gli iscritti anche Hannelore Werner con una March pesantemente rivisitata dal team Eifelland Wohnwagenbau. Quarant'anni prima di Danica Patrick e Simona De Silvestro questa ragazzona bionda, non andava per nulla piano. Anzi si dice che si permettesse anche di fare a ruotate con i fratelli Brambilla. Le prove hanno messo in luce per l'ennesima volta Niki Lauda, che troppe volte ha dovuto capitolare a causa di guasti meccanici, e che d'ora in avanti avrà problemi ancora più grossi a stare fra i primi per un calo di competitività della March. Intanto però con il tempo di 2'02"9 si tiene dietro tutti, piloti di formula 1 compresi. In gara però nonostante la pioggia battente è Fittipaldi a far da mattatore. Il solo Gethin riesce a stargli abbastanza vicino, mentre dal terzo posto in poi c'è il vuoto con Morgan staccato di 40" e Jaussaud, Peterson, Purley di più di un minuto. Ma lo strano regolamento di questa gara non premia la somma dei tempi ma bensì la somma di piazzamenti. Poco importa perché Fittipaldi vince anche la seconda manche, questa volta davanti a Jaussaud, Peterson e Schencken.
Per la somma dei piazzamenti vince quindi Fittipaldi con 2 punti (1+1), davanti a Jaussaud con 6 punti (4+2) e Peterson 8 punti (5+3). I 9 punti vanno per la seconda volta a Jaussaud che ora comincia veramente a credere nell'europeo, mentre Beuttler sesto nella classifica per somma dei tempi ma quarto in quella per somma dei piazzamenti ne prende 6. Per concludere, un curioso contrattempo ha impedito a Fred Stalder iscritto alla gara con una Pygmée MDB17 privata di prendere il via alla gara. Una mano tanto veloce quanto misteriosa gli ha rubato il casco dentro i Box, poco prima dell'inizio della prima manche. E con la pioggia che tirava non era certo il caso di rischiare un raffreddore.
ORDINE DI ARRIVO PER SOMMA DEI TEMPI..
1 2 Emerson Fittipaldi, BR Texaco Team Lotus 69 - Ford BDF/Cosworth 71/69.14.F2 1927 F 30 1:13'39.2"
2 12 Jean-Pierre Jaussaud, F Ecurie A.S.C.A. Brabham BT38 - Ford BDA/Brian Hart BT38-18 1850 F 30 1:15'05.6"
3 1 Ronnie Peterson, S STP March Engineering March 722 - Ford BDF/R.E.S. 722-17 1927 GY 30 1:15'28.6"
4 26 Xavier Perrot, CH Squadra Tartaruga March 722 - Ford BDE/Angelo Galvani 722-16 1790 GY 30 1:15'57.8"
5 9 Tim Schenken, AUS Motul Rondel Racing Brabham BT38 - Ford BDA/R.E.S. BT38-14 1927 GY 30 1:15'58.9"
6 35 Mike Beuttler, GB Clarke Mordaunt Guthrie Racing March 722 - Ford BDA/R.E.S. 722-18 1927 GY 30 1:15'59.1"
7 28 Carlos Reutemann, RA Motul Rondel Racing Brabham BT38 - Ford BDA/R.S. BT38-26 1927 GY 30 1:16'33.2"
8 19 Carlos Ruesch, RA Matchbox Team Surtees Surtees TS10 - Ford BDA/Brian Hart TS10-05 1850 F 30 1:16'43.8"
...E PER SOMMA DI PIAZZAMENTI
1 Emerson Fittipaldi 2 (1-1)
2 Jean-Pierre Jaussaud 6 (4+2)
3 Ronnie Peterson 8 (5+3)
4 Mike Beuttler 13 (7+6)
5 Tim Schenken 14 (10+4)
6 Xavier Perrot 14 (9+5)
7 Carlos Reutemann 15 (8+7)
8 Dave Morgan 18 (3+15)
9 Carlos Ruesch 19 (11+8)
10 John Watson 25 (15+10)
11 Bob Wollek 27 (16-11)
12 Silvio Moser 29 (17+12)
13 Patrick Dal Bo 32 (23+9)
14 Hannelore Werner 34 (20+14)

### XX Grand Prix de Rouen-les-Essarts 1972
European Championship for Formula 2 Drivers, Round 7
Circuit de Rouen-les-Essarts, France
L'europeo di formula 2 torna in Francia nel velocissimo e pericoloso circuito stradale di Rouen. Ben trentanove i partecipanti nonostante la concomitanza con la 1000 km di Zeltweg del mondiale marche che impedisce ai vari Peterson, Pace e Schenken (impegnati con la Ferrari) di essere della partita. Ma ciò non impedisce agli organizzatori di reclutare ben 6 piloti classificati CSI, ovvero Emerson Fittipaldi sempre più lanciato alla conquista del mondiale in F1 e favorito d'obbligo con la Lotus 69, il vincitore della 24 ore di Le Mans Graham Hill che nonostante l'età va forte come i suoi più giovani colleghi con la sua Brabham Jagermaister, Cévert idolo di casa con la March di Coombs, Surtees con la sua F2 che si sta rivelando fra le più competitive, e i sempre pericolosi Beltoise e Pescarolo chiamati anche loro per avere più pubblico. Ben dieci le marche in pista, la Leda-Tui con John Watson irlandese dal piede pesante, La Elf-Alpine di Jabouille, La Mclaren con Scheckter, la Chevron di Ghetin la già citata Surtees che schiera anche Hailwood e Ruesch, la francese Pygmee con Dal Bo, Duarte e Stalder, poi la GRD e la selva di Brabham e March con al volante, fra i nomi più in vista, Reutemann, Jaussaud, Wilson Fittipaldi, Depailler e Lauda.
Le qualifiche per le due batterie di qualificazione da 16 giri l'una che determineranno la griglia di partenza per la finale vedono svettare Fittipaldi con 1'48"1 davanti a Reutemann, Beltoise e Scheckter nella prima e Pescarolo (1'48"5) davanti a Hailwood, Cévert e il leader dell'europeo Jaussaud nella seconda. Partono le Batterie e nella prima a prendere il largo al via e Reutemann. Ci si aspettava una pronta risposta di Fittipaldi e invece a sorpresa è Scheckter a rompere gli indugi e a partire alla caccia dell'argentino, che al terzo giro riesce a passare. Il resto della corsa sembra voler rispettare il copione determinato dai primi giri, e invece a sorpresa a pochi giri dalla fine prima Reutemann per via una cambiata sbagliata e poi Scheckter per via un'escursione fuori pista che lo costringe a una fermata ai box per togliere l'erba dai radiatori si fanno passare da Fittipaldi che senza nemmeno troppo tirare vince la corsa. La seconda batteria non ha particolari sorprese visto che Hailwood prende la testa al via e se ne va indisturbato, ma forse per via del caldo torrido del pomeriggio è una vera e propria ecatombe di motori. Nel giro di poche tornate sono Out Lauda, Williamson e Purley che si era disinvoltamente inserito fra il gruppetto dei primi. Lo stesso Hailwood e vittima di un guasto meccanico (alla frizione) ma per fortuna aveva appena passato la bandiera a scacchi. Dietro di lui Cévert e Jaussaud, mentre fra i qualificati grazie ai giri veloci (4 per ogni batteria) ci sono Depailler, Lauda e Purley. A pomeriggio ormai inoltrato arriva la Finale; Hill che non si era qualificato riesce a partire grazie al forfait di Jabouille. Abbassata la bandiera francese (i semafori non andavano ancora di moda) è subito dramma. Alla discesa che porta alla famigerata curva del nuovo mondo (detta anche la curva dei sei fratelli) c'è una carambola a 4 che vede loro malgrado protagonisti Jaussaud, Beuttler, Ruesch e Pescarolo che poi sarà l'unico a subire delle conseguenze con una brutta distorsione al ginocchio che gli farà saltare il programmato Gran Premio di Francia di F1. Ma non avrà molto di cui lamentarsi il barbuto francese visto che le conseguenze potevano essere ben peggiori. Ecco comunque la testimonianza di Jaussaud: "stavo impostando la curva che si fa a 250kmh e il gruppone non si era ancora sgranato perché eravamo appena partiti e con le gomme fredde. Non ho ancora capito chi, ma qualcuno mi si è infilato sulla destra per tentare un sorpasso in un punto in cui è assolutamente impossibile. Per non agganciarci visto che non mi cedeva la traiettoria ho dovuto allargare all'esterno ma come ho toccato l'erba la macchina ha cominciato una serie di testacoda paurosi con tutti gli altri concorrenti che mi passavano pericolosamente a destra e a sinistra a oltre 200 di media. Poi quando ero ormai contro il guardrail Pescarolo è arrivato a ruote inchiodate prendendo prima la barriera e poi me". Nonostante queste pessime premesse nasce invece una corsa stupenda con tre meravigliosi protagonisti, Fittipaldi, Hailwood e Scheckter. Mentre l'ex campione del motomondiale prende la testa il giovane sudafricano partito molto indietro per i problemi avuti nella batteria recupera posizioni su posizioni. Fittipaldi intanto passa Hailwood che però tira come un dannato per riprendersi la testa. Ad un certo punto si gira perde 7 secondi che però rapidamente recupera. Ma contro questo Fittipaldi è dura riuscire a vincere. Forse ci sarebbe riuscito Scheckter che recupera fino alla terza posizione ma rompe una valvola a pochi giri dalla fine regalando il podio al passista Reutemann.
ORDINE D'ARRIVO DELLA FINALE
1 1 3 Emerson Fittipaldi, BR Texaco Team Lotus 69 - Ford BDA/Cosworth 71/69.14.F2 1927 F 30 54'20.0"
2 2 37 Mike Hailwood, GB Matchbox Team Surtees Surtees TS10 - Ford BDA/Brian Hart TS10-01 1850 F 30 54'28.0"
3 3 9 Carlos Reutemann, RA Motul Rondel Racing Brabham BT38 - Ford BDF/R.S. BT38-26 1927 GY 30 54'47.4"
4 4 14 David Morgan, GB Edward Reeves Racing Brabham BT38 - Ford BDA/David Wood BT38-16 1860 F 30 54'58.6"
5 5 45 John Watson, GB Alan McCall Team Tui Leda-Tui BH2 - Ford BDA/Hart BH2-02 1850 GY 30 55'01.6"
6 6 4 François Cevert, F Elf Coombs Racing March 722 - Ford BDA/Alan Smith (Final) 722-4 1850 1900 GY 30 55'02.7"
7 7 1 Graham Hill, GB Jägermeister Racing Team Brabham BT38 - Ford BDA/R.E.S. BT38-1 1927 30 55'37.3"
8 8 41 José Dolhem, F Shell - Meubles Arnold Team March 722 - Ford BDE/Novamotor 722-14 1790 29

### II Jochen Rindt Gedächtnisrennen 1972
European Championship for Formula 2 Drivers, Round 8
Österreichring, Knittelfeld, Austria
L'europeo continua con la gara austriaca di Zeltweg del 9 luglio, preceduta di una settimana dal Gran Premio Lotteria di Monza, gara fuori campionato e dal passato glorioso. La collocazione del calendario fa sì che nel circuito Brianzolo si presentano solo 15 monoposto delle 32 attese. Ma il livello è comunque buono visto che fra i partecipanti compaiono i fratelli Brambilla, Jean Pierre Jarier, De Adamich, Purley, e come richiamo per il pubblico il sempre amato "baffo" Hill. A sorpresa però la Pole position la fa Scott con la Brabham, provvista di un muso corto (partiva all'altezza dell'asse delle ruote anteriori!!) decisamente antiestetico, ma efficace. La gara svolta su 2 manche con somma di tempi, è stata nobilitata da un superbo Graham Hill che a 43 anni regola i suoi più giovani colleghi con una grinta che il pubblico brianzolo applaudì calorosamente. Peccato per Vittorio Brambilla che partito come un fulmine dopo aver condotto per qualche giro la gara ha subito lo sgonfiamento di uno pneumatico. Una settimana dopo alla prova di Zeltweg sono iscritti in 31. Solo 2 i piloti classificati CSI annunciati anche se di altissima qualità, ovvero Emerson Fittipaldi e John Surtees. Poi l'ex campione del motomondiale rinuncia, ma sarà comunque presente ai box. E la gara è ancora una volta una sfida fra la Surtees di Hailwood e la Lotus di Fittipaldi, sfida che ancora una volta premia il brasiliano che sta vivendo un momento di forma straordinaria. Passata la boa di metà stagione la classifica del campionato cambia padrone visto che con i nove punti conquistati con il secondo posto (Fittipaldi come già specificato non prende punti) Hailwood va anche in testa al campionato. Non è solo una questione di punti, sono proprio i suoi avversari diretti Lauda, Jaussaud, Reutemann, Morgan e Scheckter ad essere apparsi sottotono e i loro musi lunghi a fine corsa sono lì a dimostrarlo. Jaussaud che pure in questa stagione aveva ritrovato la grinta dei tempi migliori quando era pilota della Tecno in F3, ad esempio non disponeva di una squadra ufficiale (anche se il team ASCA si era dimostrato di prim'ordine) e la cosa aveva il suo peso. A Reutemann che con il terzo posto di Zeltweg lo aveva superato in classifica, pesavano le tre gare saltate in conseguenza all'incidente di Thruxton e il fatto di non essere ancora riuscito a vincere una gara. Lauda pur disponendo di una March ufficiale ben assistita anche dal punto di vista degli pneumatici (era pilota di punta della Goodyear) pagave le troppe rotture meccaniche, avvenute quando si trovava fra i primi. Morgan che i quarti posti ottenuti a Rouen e Zeltweg avevano rivalutato recriminava per la mancata vittoria di Hockenheim dove a tradirlo fu il motore, mentre "l'enfant prodige" Scheckter essendo esordiente (l'anno prima correva in Formula Ford!) alla guida di una monoposto anch'essa in un certo senso esordiente (la Mclaren mancava da anni dalla F2) non aveva l'esperienza necessaria per poter competere sulla lunga distanza.
ORDINE D'ARRIVO
1 1 Emerson Fittipaldi, BR Texaco Team Lotus 69 - Ford BDF/Cosworth 71/69.14.F2 1927 F 34 59'23.5" 203.070 km/h
2 5 Mike Hailwood, GB Matchbox Team Surtees Surtees TS10 - Ford BDA/Brian Hart TS10-01 1850 F 34 59'59.5"
3 11 Carlos Reutemann, RA Motul Rondel Racing Brabham BT38 - Ford BDF/Cosworth BT38-26 1927 GY 34 1:00'10.0"
4 20 Dave Morgan, GB Edward Reeves Racing Brabham BT38 - Ford BDA/David Wood BT38-16 1860 F 34 1:00'10.6"
5 9 Patrick Depailler, F Elf Coombs Racing March 722 - Ford BDA/Brian Hart 722-45 1850 GY 34 1:00'11.4"
6 10 Bob Wollek, F Motul Rondel Racing Brabham BT38 - Ford BDA/R.S. BT38-15 1927 GY 34 1:00'29.6"
7 6 Carlos Ruesch, RA Matchbox Team Surtees Surtees TS10 - Ford BDA/Brian Hart TS10-05 1850 F 34 1:00'39.4"
8 26 John Watson, GB Alan McCall Team Tui Leda-Tui BH2 - Ford BDA/Brian Hart AM29-BH2-02 1850 GY 34 1:00'44.3"

### XI Gran Premio Città di Imola 1972
European Championship for Formula 2 Drivers, Round 9
Autodromo Dino Ferrari, Imola, Italy
L'europeo sbarca finalmente in Italia per il Gran Premio Shell ad Imola. Ben 34 i piloti presenti; mancava Fittipaldi a cui Colin Chapman, visto che il mondiale di F1 era giunto al suo momento clou, aveva chiesto di ridurre la sua attività in F2. In compenso gli organizzatori erano riusciti a convincere due vecchie glorie a scendere in pista, Surtees che qui a Imola aveva corso già ai tempi del motomondiale e Graham Hill. Surtees presente nel doppio ruolo di direttore tecnico e pilota (ma anche meccanico quando era necessario, era infatti un artista della chiave inglese) aveva portato ben quattro TS10. Oltre a quella per sé, c'erano anche Hailwood, Ruesch e De Adamich con quella biancorossa patrocinata dalla FINA italiana. Ben 13 le Brabham: il team Rondel aveva i soli Reutemann e Wollek poiché non si era riusciti a raggiungere un accordo fra team e organizzatori per avere anche Pescarolo e Nanni Galli. L'ASCA aveva la solita coppia Jaussaud-Potocki, poi c'erano i forti Morgan, Westbury e W.Fittipaldi il già citato Hill, Moser, Scott e gli italiani Francisci e Gagliardi. Tutti i "Brabhamisti" sono al volante della BT38, ma è anche presente una BT36 con Wingfield. La March ha portato sulle rive del Santerno un'unica 722 ufficiale per Niki Lauda, mentre Coombs ne ha portate 2 per Jabouille e Depailler lasciando a casa la Elf2 ancora a corto di messa a punto. Poi sempre con le 722 i privati Purley, Lunger, Dolhem, Wilkins e Kazato. I Fratelli Brambilla apparsi piuttosto stanchi nelle ultime gare per gli estenuanti turni di Officina-Pista son al volante delle loro fide 712 della Beta. A concludere gli iscritti la Chevron B20 di Gethin, la Mclaren M21 di Scheckter, la Tui BH2 di Watson, la GRD 272 di Ikusawa, e per concludere le Pygmee BHD17 del trio Duarte, Dal Bo e Stalter. Le qualifiche molto spettacolari hanno visto a suon di record un continuo cambio al vertice con Hailwood, Gethin e Jaussaud che alla fine otterrà la pole come protagonisti. Il record di Jacky Ickx del 1970 (1'35"5) viene sbriciolato e abbassato di ben 3". Verso la fine delle sessioni un curioso contrattempo. Un cagnolino piuttosto vispo ha deciso di fare un giro in pista! Il primo ad accorgersene è stato John Surtees che temendo un incidente si è fermato per far cenno di rallentare ai suoi colleghi. Nonostante l'impegno dei commissari il bastardino non ne voleva sapere di farsi prendere, e c'è voluta tutta l'abilità del simpatico meccanico di Silvio Moser, Beat Schenker (noto amico degli animali visto che girava le piste di mezza Europa con un gatto come mascotte del team) per acciuffare la bestiola. Con conseguente e meritato applauso del pubblico!
La gara programmata in due manche da 140 km svolta l'indomani mantiene tutte le premesse delle prove e prende il via sotto un caldo torrido. Sono le 16 quando parte la prima manche, a prendere la testa è Hailwood, davanti a Jaussaud e Reutemann. Leggero incidente per Scheckter che perde un baffo, ma che riesce ad arrivare fino ai box per ripararlo e ripartire. Hailwood prende gradatamente un vantaggio considerevole e ha la gara in pugno. Dietro Reutemann che è riuscito a portarsi al secondo posto tiene dietro Gethin e Jaussaud, risultando molto ostico da superare. Infatti Gethin ci mettere ben 15 giri per superare l'argentino andando poi alla caccia di Hailwood a suon di record sul giro. È il momento chiave della gara. Gethin riesce nei restanti 13 giri a recuperare i 6 secondi di distacco che lo separavano dall'ex centauro, e all'ultimo giro fra gli applausi del pubblico lo supera andando a vincere la manche, davanti a Hailwood, Reutemann e Surtees. Alle 19 in ritardo rispetto al previsto prende il via la seconda manche. Si schierano 17 dei 24 partenti iniziali, e all'abbassarsi della bandiera tricolore c'è una gran confusione per la presenza di alcuni commissari che erano entrati in pista per spingere Moser. Reutemann ne approfitta ed è il più lesto a partire. Surtees a fine gara dirà che l'ha visto partire in anticipo. In più il suo motore perde olio tanto che i suoi diretti inseguitori Hailwood e Gethin si tengono a debita distanza. Hailwood però già al terzo giro rompe gli indugi e lo va prendere e a superare. Hailwood prende subito un discreto vantaggio mentre viene a mancare dalle prime posizioni Peter Gethin che comincia ad avvertire dei disturbi meccanici che lo fanno scivolare dietro. Al decimo giro colpo di scena, non passano davanti al traguardo ne Hailwood ne Gethin, ma bensì Bob Wollek e Carlos Reutemann. I due protagonisti della prima manche si sono dovuti fermare in contemporanea per due guasti meccanici. Nemmeno 4 giri dopo è Reutemann che nel frattempo era tornano in testa a dover ritirarsi, Wollek ringrazia e va a vincere davanti a John Watson e John Surtees che approfittando delle segnalazioni che gli arrivano dai box scopre di essere effettivamente in vantaggio rispetto a Wollek come somma di tempi, poiché il francese aveva subito un considerevole distacco nella prima manche conclusa al sesto posto. La classifica finale per somma di tempi vede quindi primo Surtees, secondo Wollek e terzo Niki Lauda. Surtees è chiaramente contento di essere tornato alla vittoria a Imola (ci aveva già vinto nel 1958 con la Mv Augusta) ma e lo dice nell'interviste del dopo-gara una soddisfazione a metà, perché nell'ottica del
campionato avrebbe preferito avesse vinto Hailwood.
SOMMA DEI TEMPI ALL'ARRIVO
1 3 John Surtees, GB Matchbox Team Surtees Surtees TS10 - Ford BDA/Brian Hart TS10-07 1850 F 56 1:28'08.2"
2 12 Bob Wollek, F Motul Rondel Racing Brabham BT38 - Ford BDA/R.S. - Rondel BT38-15 1960 GY 56 1:28'16.7"
3 32 Niki Lauda, A STP March Engineering March 722 - Ford BDA/R.E.S. 722-5 1927 GY 56 1:28'32.2"
4 34 Andrea De Adamich, I FINA Team Surtees Surtees TS10 - BDE/Novamotor TS10-04 1790 F 56 1:28'38.6"
5 2 Graham Hill, GB Jägermeister Racing Team Brabham BT38 - Ford BDA/Felday BT38-1 1973 56 1:29'26.0"
6 21 Jody Scheckter, ZA Impact Group McLaren M21 - BDF/Cosworth-R.S. M21-1 1927 GY 56 1:29'48.7"
7 8 Jean-Pierre Jaussaud, F Ecurie A.S.C.A. Brabham BT38 - Ford BDA/Brian Hart BT38-24 1850 F 53
8 22 John Watson, GB Alan McCall Team Tui Leda-Tui BH2 - Ford BDA/Brian Hart AM29-BH2-02 1850 F 52

### III Mantorp Park F2 Trofén 1972 Hitachi Mantorp Park Grand Prix
European Championship for Formula 2 Drivers, Round 10
Mantorp Park, Linköping, Sweden
Per la tappa svedese dell'euro F2 nonostante la lontananza e gli scioperi che in Inghilterra tengono fermi i porti, ci sono praticamente tutti; a partire dall'attesissimo idolo di casa Ronnie Peterson che finalmente libero dagli impegni (vittoriosi visto che hanno conquistato il mondiale marche) con la Ferrari sport può dedicarsi alla seconda formula di cui è il campione in carica. Mancano gli italiani, i Fittipaldi, Morgan e Westbury bloccati dallo sciopero, Moser e Carlos Pace che ha interrotto il contratto con la non troppa competitiva Pygmee. L'altro idolo locale Wisell dopo aver fatto le prime prove libere con la GRD constatata la fragilità del motore, approfitta dell'invito di Ron Dennis per pilotare la quarta Brabham del team Rondel. Le qualificazioni dicono Gethin che approfittando di un treno speciale di Firestone e di un momento di forma piuttosto buono sigla un 1'25"6 che distanzia di quasi un secondo Peterson con la STP March. Terza l'altra March ma del team Coombs di Patrick Depailler. Il vincitore del GP di Monaco di F3 precede i due candidati al titolo Hailwood e Reutemann mentre Jaussaud è solo diciottesimo a causa di un incidente. Desta scalpore la non qualificazione di Niki Lauda, vittima di una sospensione piegata il venerdì e dell'ennesimo motore rotto il sabato. Arriviamo quindi alla gara. Gli organizzatori hanno previsto 2 manche da 36 giri, per un totale di 294 km. Forse un po' troppi per una gara della seconda formula, e infatti ben pochi riusciranno ad arrivare al traguardo a pieni giri. Al via dato da fermo le venti monoposto schizzano quasi senza problemi. Il quasi è dovuto alla March Coca-cola di Birell che non ne vuole sapere di mettersi in moto e ostacola non poco i concorrenti che gli sono dietro. Depailler invece azzecca una partenza da manuale si porta in testa. La fisionomia tortuosa della pista genera parecchi duelle con scambi di posizione a più riprese anche nello stesso giro. La leadership del pilota di Coombs dura un giro e mezzo, poi Gethin che vuole dimostrare che l'exploit delle prove non era un caso lo passa di forza e se ne va guadagnando un secondo al giro, nonostante dietro ci siano assi come Peterson, Reutemann, Hailwood e Schencken. Il giovane Scheckter ingaggia un duello appassionante con Peterson e i due si scambiano a più riprese il terzo posto; è solo l'inizio di una manche che regalerà al pubblico parecchie emozioni. All'ottavo giro sia Scheckter che Reutemann riescono a raggiungere e sorpassare Depailler. L'argentino però spreca tutto con un lungo che lo fa retrocedere all'ultimo posto. Peterson che non vuole deludere i suoi tifosi alza il ritmo, si porta in seconda posizione ma un nefasto fumo azzurro gli esce dal motore: è il preludio al ritiro che avverrà 4 giri dopo. I giri passano e la Mclaren arancione di Scheckter deve subire l'attacco del duo Rondel con i classificati CSI Wisell e Schencken. Lo svedese riesce a passarlo al 28.giro. Anche l'australiano ci prova ma la manovra non riesce ed entrambi finiscono fuori. I tifosi incominciano a incitare Wisell ma il cambio della sua Brabham cede nella delusione generale facendo salire Hailwood un po' sottotono al secondo posto, con il distacco abissale di 38 secondi. La seconda manche parte con 18 monoposto. I 16 superstiti della prima manche più le due riserve Watson e Lauda, ammesse grazie a una regola quanto meno originale. Sono al via anche diversi protagonisti sfortunati della prima manche come Peterson e Wisell, in cerca quanto meno di una vittoria "di tappa". Al via è ancora Gethin a prendere il largo, seguito da Hailwood che nella pausa fra le due manche ha cambiato tipo di gomme e ammortizzatori (e la cosa ha dato subito ottimi frutti) Jabouille, Wollek e Scheckter risalito incredibilmente dall'ultima posizione con una partenza superlativa. Anche Wisell recupera bene e in pochi giri scalza Jabouille dal terzo posto. Chi non ha nemmeno questa volta fortuna è Peterson che si ritira già al nono giro. Veramente un'annata non per la March e lo svedese che anche in F1 con l'avveniristica 721X non è riuscito a ripetere gli exploit dell'anno precedente. Scaramucce nelle retrovie a parte la gara si mantiene abbastanza lineare per quanto riguarda le posizioni di testa, fino a che al diciannovesimo giro non avviene il colpo di scena. In un gran polverone sparisce dalla pista la Chevron di Gethin. Non si tratta di un errore del trentacinquenne inglese, poiché l'incidente è avvenuto in un tratto rettilineo della pista, e la causa è da attribuirsi a un problema di trasmissione. Hailwood eredita così manche e gara, e visti anche i mediocri piazzamenti dei suoi rivali per il titolo si porta a 10 punti di vantaggio in classifica. Ma essendo Hailwood un pilota con una mentalità cavalleresca (che tirerà fuori anche al Gran premio di Sudafrica dell'anno successivo quando salverà la vita a Clay Regazzoni) non gli riuscirà di gioire per una vittoria ottenuta in questo modo. E nel dopo gara era quasi imbarazzato nei confronti di Gethin.
ORDINE D'ARRIVO PER SOMMA DI PIAZZAMENTI
1 6 Mike Hailwood, GB Matchbox Team Surtees Surtees TS10 - Ford BDA/Brian Hart TS10-07 1850 F 72 3 (2+1)
2 18 Jean-Pierre Jabouille, F Elf Coombs Racing March 722 - Ford BDA/Brian Hart 722-4 1850 GY 72 5 (3+2)
3 11 Jean-Pierre Jaussaud, F Ecurie A.S.C.A. Brabham BT38 - Ford BDA/Brian Hart BT38-18 1850 F 72 9 (6+3)
4 32 Brett Lunger, USA Space Racing March 722 - Ford BDE/Cosworth 722-11 1790 GY 71 12 (7+5)
5 8 Carlos Ruesch, RA Matchbox Team Surtees Surtees TS10 - Ford BDA/Brian Hart TS10-05 1850 F 71 13 (5+8)
6 9 Carlos Reutemann, RA Motul Rondel Racing Brabham BT38 - Ford BDF/Cosworth BT38-26 1927 GY 71 14 (10+4)
7 16 Mike Beuttler, GB Clarke Mordaunt Guthrie Racing March 722 - Ford BDA/R.E.S. 722-18 1960 GY 71 15 (8+7)
8 4 Reine Wisell, S Reine Wisell / Motul Rondel Racing Brabham BT38 - Ford BDF 1927 GY 68 17 (11+6)

### X Gran Premio del Mediterraneo 1972
European Championship for Formula 2 Drivers, Round 10
Autodromo di Pergusa, Enna, Sicily, Italy
L'assurdo calendario varato dalle autorità sportive aveva collocato la gara siciliana di Pergusa subito dopo quella svedese. Se poi si aggiunge che gli organizzatori locali hanno avuto alcune difficoltà con gli ingaggi, e che i piloti non amano molto questa pista a causa del terribile brecciolino presente in traiettoria, si spiega perché solo in 18 si sono presentati alle verifiche. Per fortuna il livello è piuttosto alto, anche considerando che ormai l'europeo è agli sgoccioli e i candidati al titolo devono partecipare a più gare possibili per conservare intatte le loro chance. È presente quindi la squadra Surtees al completo, con Hailwood, Ruesch e il nuovo acquisto Carlos Pace che abbandonata la simpatica ma poco competitiva Pygmee ha finalmente la possibilità di dimostrare le sue doti con un mezzo all'altezza. Al volante della monoposto costruita dall'ex campione del mondo di F1 e del motomondiale c'è anche De Adamich con la biancorossa vettura seguita da Gianfranco Bielli. Assente la squadra ufficiale visto che ormai il campionato è stato perso, i colori della March vengono difesi da Dolhem con la 722 del team Arnold che come in Svezia monta un motore italiano curato da Armaroli, da Buettler e Kazato con le monoposto del team di Peter Bloore, e da Patrick Depailler con il team Coombs. Il suo compagno di squadra Jabouille galvanizzato dall'ottima prova svedese invece è al volante della Elf2 ormai perfettamente a punto e in grado di dire la sua. Il team Rondel è presente con i soli Reutemann, che è in lotta per il titolo e Pescarolo. Presente ma in qualità di spettatore pure Schencken che le sue vacanze estive preferisce passarle sugli spalti a fare il tifo per i suoi compagni. Il team Asca è presente al completo con Jaussaud e il polacco Potocki. Sempre con le Brabham l'italiano Francisci, lo svizzero Moser e Wilson Fittipaldi con un BT38 pesantemente modificata a partire dal muso anteriore carenato in modo da contenere il radiatore sullo stile della BT37 di F1. Concludono la lista dei partenti Dal Bo con la Pygmee e Schafer con una vecchia Chevron B18.
Le qualifiche mostrano l'ottimo stato di forma delle Surtees con Hailwood (che con 1'25"7 ottiene la pole) Pace e De Adamich nelle prime quattro posizioni. La Elf2 di Jabouille grazie a un profilo aerodinamico che gli garantisce velocità elevate si issa al terzo posto, mentre gli altri 2 candidati al titolo Reutemann e Jaussaud sono piuttosto indietro. Si arriva così alla gara: i partenti scendono a 16 poiché Moser è vittima di un guasto durante il giro di ricognizione e Schafer nelle prove non era riuscito ad ottenere un tempo valido per la qualificazione.
Al via il polverone che alzano le monoposto è notevole. Hailwood come da un po' di tempo gli succede parte in testa seguito da Jabouille e Pace. La leadership dell'inglese dura 5 giri poi Pace approfittando delle scie riesce a sopravanzarlo. Anche Jean Pierre Jabouille sembra in gran forma e si porta a ridosso del duo di testa riuscendo anche a sopravanzare per qualche giro Hailwood. Dietro Reutemann come al solito è un osso durissimo da passare, anche perché passa spesso ben al di là dei cordoli con la conseguenza che chi gli sta dietro viene mitragliato di sassolini e polvere. A farne le spese è De Adamich visto che un grosso sasso gli buca la retina della presa d'aria e di fatto gli rompe il motore. Pace e Hailwood fanno gioco di squadra per tentare di sventare gli attacchi sempre più minacciosi di Jabouille, e quando al 15º passaggio il Francese deve rientrare ai box per la rottura di un raccordo dell'olio i due portacolori della Surtees tirano un sospiro di sollievo. I due tirano i remi in barca, Pescarolo e Reutemann con le Brabham (apparse non molto in forma) sono lontani. Al 22.giro colpo di scena, si deve ritirare Carlos Pace che era nel frattempo passato in testa. Le ultime emozioni le riservano Buettler che fa un bel volo saltando la chicane e Reutemann che ad un paio di giri dalla fine si deve fermare ai box perché sta per rompersi il motore. Vince così Hailwood con 25" di vantaggio su Pescarolo, seguono poi Ruesch, Fittipaldi e Depailler. Un'ora e mezza dopo parte la seconda manche. Sono solo 12 le formula 2 al via. Fra loro c'è Reutemann a cui i meccanici durante la pausa hanno cambiato il motore da 1930 cm³ usato durante la prima parte di gara con un Ford più piccolo da 1790 cm³. Il vantaggio accumulato da Hailwood nella prima manche era tale che fra pubblico e addetti ai lavori era cresciuta la certezza che la seconda parte di gara non avrebbe regalato emozioni. Invece al via Pescarolo e Depailler mettono subito alla frusta Hailwood. L'inglese per via della somma dei tempi potrebbe benissimo lasciarli andare, ma questa opzione non esiste nel DNA del focoso pilota della Surtees. Infatti Hailwood rintuzza gli attacchi e tirando all'inverosimile riesce anche a staccare leggermente i suoi due rivali. I tre accumulano in breve un notevole vantaggio, cosa che permette a Depailler di recuperare secondi preziosi nell'ottica della somma dei tempi finali. In questo modo ad esempio scavalca Ruesch e si issa al terzo posto. Hailwood continua a tirare, ma da anche la sensazione che forse sta chiedendo troppo alla sua Surtees: infatti all'undicesimo giro la puleggia di un ingranaggio dell'albero a cammes si rompe, e il leader della gara e dell'europeo deve forzatamente finire di guardare la gara seduto su un guardrail. In testa ci va allora Pescarolo. Il barbuto francese vola verso il traguardo, ma a un paio di giri dalla fine si imbatte nel lento e pericoloso Potocki. Il polacco già doppiato 3 volte ostacola (anche se involontariamente) Pescarolo quel tanto che basta a permettere a Depailler di infilarsi ed andare a vincere. Per sua fortuna però lo svantaggio che aveva il pilota del team Coombs durante la prima manche non gli permette di aggiudicarsi la vittoria nella somma di tempi che va così a Pescarolo. Il taciturno pilota francese festeggiatissimo da tutti dopo il traguardo si riesce a mettere alle spalle un periodo in cui sia in F1 che in F2 non gliene andava bene una. A festeggiare c'è anche il team Rondel che nonostante un'organizzazione eccellente e il livello dei suoi piloti non era ancora riuscita a ottenere una vittoria. E in ultimo festeggia Depailler che essendo Pescarolo un pilota classificato CSI, ottiene i 9 punti e risale fino al quinto posto in classifica.
ORDINE D'ARRIVO PER SOMMA DEI TEMPI
1 11 Henri Pescarolo, F Motul Rondel Racing Brabham BT38 - Ford BDA/R.S. BT38-12 1927 GY 64 1:33'22.8"
2 27 Patrick Depailler, F Elf Coombs Racing Elf 2 (Alpine A367) - Ford BDA/Brian Hart 367-370 GY 64 1:33'46.2"
3 1 Carlos Ruesch, RA Matchbox Team Surtees Surtees TS10 - Ford BDA/Brian Hart TS10-05 F 64 1:34'10.6"
4 5 Wilson Fittipaldi, BR Team Bardahl Brabham BT38 - Ford BDE/Novamotor BT38-25 1790 GY 62
5 19 Hiroshi Kazato, J Peter Bloore Racing March 722 - Ford BDA 722-8 GY 62
6 24 Carlos Reutemann, RA Motul Rondel Racing Brabham BT38 - Ford BDA BT38-15 GY 61
7 8 Jean-Pierre Jaussaud, F Ecurie A.S.C.A. Brabham BT38 - Ford BDA BT38-24 F 61
8 7 Adam Potocki, F Ecurie A.S.C.A. Brabham BT38 - Ford BDA BT38-18 F 58

### II Festspielpreis der Stadt Salzburg 1972
European championship for F2 Drivers, Round 12
Salzburgring, Salzburg, Austria
Con l'annullamento della classica gara di chiusura a Vallelunga, le tappe per concludere l'europeo si riducono a tre. Il 28 agosto intanto si disputa a Brands Hatch una strana competizione di cui da parecchio tempo si parla soprattutto per via del ricco montepremi; la Rothmans 50 000. Questa gara, veramente unica al mondo vedeva al via Formula 1, Formula 2, Formula 5000 e vetture a ruote coperte tutte assieme per una distanza di 500 km, e aveva fra gli iscritti (oltre 60) diversi protagonisti dell'europeo come Reutemann, Schencken, Morgan, e Birrell. Ma anche piloti di altre categorie che però son riusciti a trovare un volante di F2 per la corsa, come i due futuri campioni del mondo James Hunt e Alan Jones. A vincere come spesso è già successo durante l'anno è Emerson Fittipaldi con la Lotus JPS 72 di F1, davanti a Brian Redman con la Yardley Mclaren e Pescarolo con la March di Frank Williams. Quarto a sorpresa (e primo fra le F2) e Gerry Birrell, che precede un'altra grande sorpresa James Hunt che con una March 712 del team Hesketh riesce a rilanciare la sua ancora giovane carriera, dopo i trascorsi non propriamente sereni in F3 dov'era chiamato Hunt the Shunt. Per concludere c'è da dire che Morgan nonostante abbia corso metà gara con l'alettone dietro storto riesce a vincere la gara di consolazione da 100 km destinata agli oltre 30 non qualificati. Una settimana dopo si va in Austria al Salzburgring. 21 gli iscritti, con il ritorno del team STP March con Niki Lauda che vuole dare una svolta ad una stagione che si sta dimostrando deludente e Ronnie Peterson fresco di contratto 1973 con la Lotus, sia per la F1 che per la F2. Le altre March sono quelle solite del Bloore Team con Kazato e Buettler, quelle di Dolhem con il motore Armaroli, e di Depailler. Presenti anche due 712, la prima quella arancione di Tino Brambilla, la seconda per James Hunt che dopo l'ottima gara alla Rothmans 50 000 ha firmato con Lord Hesketh per concludere la stagione di F2 assieme. La Surtees è ancora una volta presente con Hailwood, Pace e Ruesch. Poi ci sono le solite Chevron di Gethin, la Elf2 di Jabouille e per finire la solita armata delle Brabham con Hill, Reutemann, Wollek, Jaussaud, W.Fittipaldi, Francisci e Morgan. Le prove di qualificazione vedono dei distacchi talmente irrisori (per l'epoca) da costringere gli organizzatori a ricorrere ai centesimi, poiché Pace, Hailwood e il sorprendente Hunt avevano ottenuto lo stesso tempo in 1'12"1. Basti notare che fra l'autore della Pole Position (che alla fine verrà accreditata a Pace) e l'ultimo in griglia Francisci (vittima di un incidente che non gli permetterà di correre la gara) ci sono solo 1"5 di distacco.
Alle ore 12 di domenica 3 settembre incomincia la prima manche: al via scatta in testa Hailwood e la cosa non sorprende. A destare clamore sono Morgan e Hunt che si inseriscono fra le due Surtees. Morgan dimostra di essere molto più che un outsider e al terzo giro prende il comando della gara e ci rimarrà fino alla fine. Dietro di lui il primo gruppo di inseguitori con Hailwood, Pace e Hunt e inseguito da un altro gruppo più corposo con Hill, Lauda, Brambilla, Fittipaldi, Peterson e via via tutti gli altri. La configurazione veloce del tracciato permette a chi è dietro di usuffriere delle scie, cosa che permette e piloti come Peterson e Brambilla senior di dare spettacolo. A un terzo di gara Pace passa Hailwood e prova ad andare a prendere Morgan ma si rende ben presto conto che è impossibile. Per di più il brasiliano si trova in difficoltà con il cambio e deve ben presto cedere di nuovo la piazza d'onore a Hailwood. Dietro rinviene forte l'anziano ma grintosissimo Graham Hill. Il bi-campione del mondo di F1 (vincitore anche della 500 miglia di Indianapolis e della 24 ore di Le Mans) prima passa Hunt e poi anche Pace portandosi così sul podio virtuale. Intanto altri episodi movimentano la gara, Peterson che stava tentando di colmare la mancanza di cavalli della sua March con una guida rischiosa paga il prezzo della sua irruenza andando a sbattere rovinosamente contro il guardrail. Hunt vede andare in fumo i suoi sogni di gloria a causa della rottura del motore. Pace (che si è ripreso il terzo posto) e Hailwood provano in tutti i modi a riprendere Morgan, ma inutilmente. L'ex-Pirata vince così la prima Manche in modo brillante. L'inglese parte così per la seconda manche come il favorito numero uno, ma i suoi sogni si infrangono 500 metri dopo il via quando una collisione multipla gli piega un baffo mettendolo in pratica fuori dai giochi. Il duo Surtees abile nell'evitare l'incidente va così in testa. Hailwood è davanti mentre Pace gli difende la leadership dagli attacchi dei rivali. Morgan nonostante la sua vettura soffra di una grossa instabilità prova lo stesso a dar fastidio e riesce per qualche giro a passare davanti al brasiliano. Ma poi Pace si riprende la piazza d'onore e a suon di giri veloci riesce a recuperare anche il vantaggio che si era preso Hailwood. Ma è ovvio che i suoi sforzi hanno puro valore accademico e infatti dopo essere riuscito a sopravanzare il suo compagno di squadra a pochi giri dalla fine lo lascia passare e vincere. Terzo è Morgan che mantiene la stessa posizione anche con la somma dei tempi, mentre Graham Hill nonostante qualche botta ricevuta durante il convulso via riesce a portare la sua Brabham al quarto posto. Hailwood con questa vittoria mette una pesante ipoteca sul titolo.
ORDINE D'ARRIVO PER SOMMA DEI TEMPI
1 3 Mike Hailwood, GB Matchbox Team Surtees Surtees TS10 - Ford BDA/Brian Hart TS10-01 1850 F 60 1:13'31.76"
2 14 Carlos Pace, BR Matchbox Team Surtees Surtees TS10 - Ford BDA/Brian Hart TS10-07 1850 F 60 1:13'32.94"
3 26 Dave Morgan, GB Edward Reeves Racing Brabham BT38 - Ford BDA/David Wood BT38-20 1994 F 60 1:13'42.78"
4 1 Graham Hill, GB Jägermeister Racing Team Brabham BT38 - Ford BDA/R.S. BT38-1 1960 60 1:13'46.89"
5 7 Peter Gethin, GB Chevron Racing Team Chevron B20 - Ford BDA/Alan Smith B20.F2.2 1900 F 60 1:14'39.38"
6 4 Niki Lauda, A STP March Engineering March 722 - Ford BDA/Alan Smith 1790 GY 60 1:14'47.21"
7 11 Patrick Depailler, F Elf Coombs Racing March 722 - Ford BDA/Brian Hart 722-45 1850 GY 60 1:15'09.56"
8 19 Hiroshi Kazato, J Peter Bloore Racing March 722 - Ford BDA/R.E.S. 722-8 1927 GY 60 1:15'48.04"

### XXX Grand Prix d'Albi
Hailwood con la recente vittoria in Austria sente ormai il titolo ad un passo. E per evitare sgradite sorprese rinuncia alla già preventivata trasferta in Canada per il mondiale di Formula 1 e si dirige ad Albi in Francia per chiudere definitivamente la "pratica europeo". Fra l'altro l'indecisione sulla data di effettuazione, la stessa concomitanza con il GP del Canada e i problemi sorti a causa della pericolosità della pista hanno tenuto lontani diversi big, agevolando di fatto il compito di Hailwood.
Big che invece non si erano fatti pregare per andare, una settimana prima ad Oulton Park per una gara fuori campionato che però aveva validità per il titolo inglese patrocinato dalla John Player Special. E la March oltre a piazzare ai primi tre posti Peterson, Lauda e Hunt (con la 712 del team di Lord Hesketh) vinceva il titolo con Niki Lauda. Ad Albi intanto la prima batteria vedeva vincere Depailler con la March 722 di Coombs, che dopo un avvio bruciante del suo compagno Jabouille con la Elf 2 (costretto a cedere il passo per un problema al motore) controlla senza problemi la Brabham di Wolleck e la Tui di Morgan. Nella seconda batteria è subito battaglia fra i due contendenti al titolo Hailwood e Jaussaud. Il francese va in testa alla fine del primo giro, dopo aver sorpassato Scheckter, e ci rimane fino a 4 giri dalla fine quando si stacca il convogliatore d'aria dalla sua Brabham. Hailwood ne approfitta e vince la batteria, conquistando così il diritto a partire in prima fila per la finale. Al via della finale Depailler scatta in testa, ma Hailwood senza minimamente curarsi degli interessi di campionato, sta facendo una gara d'attacco e ben presto la sorpassa. Jaussaud sa che se vuole minimanente sperare di risolvere a suo favore il campionato parte a sua volta all'attacco e dopo aver passato anche lui il suo connazionale Depailler, cerca di spodestare Hailwood dalla testa della corsa. L'inglese però non molla e il titolo pare ormai vinto. Invece a metà gara il polacco Potocki (compagno di squadra di Jaussaud) famoso per creare imprevisti in pista, esce seminando la pista di ghiaia, proprio nel momento in cui sopraggiungeva a tutta velocità Hailwood che danneggia la sua Surtees. Patron John dopo un rapido consulto ai box lo rimanda in pista ma il tempo perso unito al danno sulla monoposto lo fanno arrancare lentamente al quattordicesimo posto. Jaussaud si trova così in testa e vince a sorpresa la gara, davanti a Depailler, Wolleck, Belso e Hunt. Sportivamente il francese a fine gara afferma che non gli ha fatto assolutamente piacere vedere Hailwood intraversato poiché l'inglese era un pilota che stimava tantissimo, autore fra l'altro di una stagione formidabile. Aggiungeva però che per la gara conclusiva di Hockenheim si sentiva avvantaggiato dal nuovo muso carenato della sua Brabham.
ORDINE D'ARRIVO DELLA FINALE
1 	1 	9 	Jean-Pierre Jaussaud, F 	Ecurie A.S.C.A. 	Brabham BT38 - Ford BDA/Brian Hart 	BT38-24 	1850 	F 	32 	37'53.5" 	
2 	2 	5 	Patrick Depailler, F 	Elf Coombs Racing 	March 722 - Ford BDF/Cosworth 	722-45 	1927 	GY 	32 	37'53.7" 	
3 	3 	4 	Bob Wollek, F 	Motul Rondel Racing 	Brabham BT38 - Ford BDA/R.S. 	BT38-15 	1927 	GY 	32 	38'11.4" 	
4 	4 	22 	Tom Belsö, DK 	Team Viking 	Brabham BT38 - Ford BDA/David Wood 	BT38-19 	1860 	 	32 	38'15.2" 	
5 	5 	29 	James Hunt, GB 	Hesketh Racing 	March 712M - Ford BDA/Brian Hart 	712M-5 	1790 	 	32 	38'18.6" 	
6 	6 	32 	Carlos Ruesch, RA 	Matchbox Team Surtees 	Surtees TS10 - Ford BDA/Brian Hart 	TS10-05 	1850 	 	 	38'30.4" 	
7 	7 	20 	Richard Scott, GB 	Richard Scott 	Brabham BT38 - Ford BDA/Geoff Richardson 	BT38-17 	1790 	GY 	32 	38'45.9" 	
8 	8 	24 	John Wingfield, GB 	Nicoby Racing 	Brabham BT36 - Ford BDA/Felday 	BT36-10 	1936 	 	32 	38'46.7"

### V Preis von Baden-Württemberg und Hessen
Con la cancellazione della prova finale di Vallelunga, a causa di difficoltà finanziarie da parte dell'AC di Roma, l'appuntamento di Hockenheim diventa anche quello in cui si deciderà il titolo. Record di iscritti, ben 39! Ovvero tutti i protagonisti della stagione più un nutrito gruppo di piloti classificati CSI, fra i quali Emerson Fittipaldi, Tim Schencken, Ronnie Peterson e Graham Hill. La prima cosa che si nota fin dalle prove, è lo scoppio della moda del muso carenato fra tutti i maggiori team di Formula 2. Oltre a Fittipaldi fra i primi ad adottarlo (fin dalla fine del 1971), si sono convertiti alla diversa tipologia di musetto, le Brabham del team Rondel, quella di Belso, e quella di Wilson Fittipaldi. Scelta simile anche per le Brabham ASCA di Jaussaud e Potocki e quella di Graham Hill ma con il radiatore posizionato sui lati invece che davanti. Anche in casa March si sono sbizzarriti: il team ufficiale proponeva un musetto stile Surtees, molto ben riusciti anche quelli del team Coombs e quella di Dolhem del team Arnold. Quasi irriconoscibile quella di Vern Schuppan, tutta carenata ed esteticamente una via di mezzo fra la Tyrrell di F1 e la Elf-Alpine. Le prove davano subito un riscontro dei valori in campo con la Pole Position conquistata dal magnifico Emerson Fittipaldi, con la Lotus 69 che con un tempo di 2'03"4 distanziava di 3 decimi la Brabham BT38 di Schencken e di 6 la Surtees di Hailwood. Jaussaud l'altro contendente al titolo è solo ottavo. La gara prevista (finalmente!!) in una prova unica da 32 giri (per un totale di 217 km) vede i 30 qualificati schierarsi per la partenza lanciata (o come si chiamava all'epoca "in stile Indianapolis"). Una volta partiti Fittipaldi e Schencken mantengono le prime due posizioni mentre dietro Hill fa un errore che lo manda in testacoda. Ma sarà doppiamente fortunato, oltre a essere evitato dal gruppone riuscirà anche a riprendere la corsa. Al secondo giro si decide il campionato. Infatti le già poche sperenze di Jaussaud finiscono letteralmente in fumo. La rottura del motore della sua Brabham oltre a lasciare una lunga nebbia dietro di sé fa crollare definitivamente tutte le sue speranze. Fittipaldi intanto fa incetta di giri veloci, abbassando continuamente il record della pista. Ma è un fuoco di paglia, dopo una decina di giri prima cede il passo a Schencken poi da Forfait a causa della rottura del cambio. I due avevano fatto il vuoto dietro di sé e quindi Schencken conduce senza problemi il carosello. La lotta si fa molto più interessante dietro: infatti Jabouille al secondo posto ha problemi con i freni e viene incalzato da Peterson, Hailwood, Fitti Jr. e Gethin. Jabouille finisce per cedere anche perché è costretto a fermarsi ai box e Hailwood dopo aver avuto la meglio su Peterson va alla caccia di Schencken. Ma ormai l'australiano ha la vittoria in tasca e a scaldare i 100.000 di Hockenheim ci pensa Hill autore di una favolosa rimonta che lo porta fino al quinto posto. Vince così il titolo Mike Hailwood, e bisogna dire che l'ex campionissimo della 500 se l'è proprio meritato, anche per i continui duelli contro i piloti classificati CSI (primo fra tutti Emerson Fittipaldi) rincorrendo sempre la vittoria assoluta invece che ai punti. Va in archivio così il primo anno 2000 della seconda formula. Per il 1973 ci sarà una novità sul fronte motoristico. Una novità che cambierà completamente la storia della Formula 2. Il team STP March lascia i motori Ford e passa a un motore che in Germania da parecchio stanno preparando: BMW.
ORDINE D'ARRIVO
1 	1 	2 	Tim Schenken, AUS 	Motul Rondel Racing 	Brabham BT38 - Ford BDF/Cosworth 	BT38-14 	1927 	GY 	32 	1:07'22.7" 	193.405 kmh
2 	2 	6 	Mike Hailwood, GB 	Matchbox Team Surtees 	Surtees TS10 - Ford BDA/Brian Hart 	TS10-01 	1850 	F 	32 	1:07'40.6" 	
3 	3 	8 	Ronnie Peterson, S 	STP March Engineering 	March 722 - Ford BDA/Brian Hart 	722-17 	1850 	GY 	32 	1:07'42.8" 	
4 	4 	20 	Wilson Fittipaldi, BR 	Team Bardahl 	Brabham BT38 - Ford BDE/Novamotor 	BT38-25 	1790 	GY 	32 	1:07'43.1" 	
5 	5 	10 	Graham Hill, GB 	Jägermeister Racing Team 	Brabham BT38 - Ford BDF/R.S. 	BT38-1 	1927 	 	32 	1:07'56.5" 	
6 	6 	44 	Ernesto Brambilla, I 	Beta Utensili Racing 	March 712M - Ford BDE/Novamotor 	712M-18 	1790 	 	32 	1:07'59.7" 	
7 	7 	3 	Henri Pescarolo, F 	Motul Rondel Racing 	Brabham BT38 - Ford BDF/R.S. 	BT38-12 	1927 	 	32 	1:08'13.8" 	
8 	8 	25 	James Hunt, GB 	Hesketh Racing 	March 712M - Ford BDA/Brian Hart 	712M-5 	1850 	 	32 	1:08.18.1"

## Risultati e classifiche

### Risultati
| Gara | Circuito       | Tempo                 | Velocità                  | Pole position                       | GPV                                    | Vincitore                               | Vettura                            |
| ---- | -------------- | --------------------- | ------------------------- | ----------------------------------- | -------------------------------------- | --------------------------------------- | ---------------------------------- |
| 1    | Mallory Park   | 1'14:32.8             | 174.656 km/h              | Ronnie Peterson Dave Morgan         | Ronnie Peterson                        | Dave Morgan                             | Brabham-Ford                       |
| 2    | Thruxton       | 1'00:19.4 a 1 giro    | 188.534 km/h -            | Ronnie Peterson Mike Hailwood       | Ronnie Peterson                        | Ronnie Peterson Niki Lauda              | March-Ford March-Ford              |
| 3    | Hockenheim     | 1'25:24.2             | 190.784 km/h              | Niki Lauda                          | Jean-Pierre Jaussaud Patrick Depailler | Jean-Pierre Jaussaud                    | Brabham-Ford                       |
| 4    | Pau            | 1'33:40.8             | 123.740 km/h              | François Cevert                     | Jean-Pierre Jaussaud                   | Peter Gethin                            | Chevron-Ford                       |
| 5    | Crystal Palace | 0'41:32.4             | 161.555 km/h              | Mike Hailwood                       | François Cevert Jody Scheckter         | Jody Scheckter                          | McLaren-Ford Cosworth              |
| 6    | Hockenheim     | 1'13:39.2 1'15:05,6   | 165.915 km/h 162.733 km/h | Niki Lauda                          | Emerson Fittipaldi                     | Emerson Fittipaldi Jean-Pierre Jaussaud | Lotus-Ford Brabham-Ford            |
| 7    | Rouen          | 0'54:20.0 0'54:28.0   | 183.633 km/h 183.184 km/h | Emerson Fittipaldi                  | Mike Hailwood                          | Emerson Fittipaldi Mike Hailwood        | Lotus-Ford Surtees-Ford            |
| 8    | Österreichring | 0'59:23.51 0'59:39.52 | 203.032 km/h 202.124 km/h | Emerson Fittipaldi Mike Hailwood    | Emerson Fittipaldi                     | Emerson Fittipaldi Mike Hailwood        | Lotus-Ford Surtees-Ford            |
| 9    | Imola          | 1'28:08.2 1'28:16.7   | 191.299 km/h 190.299 km/h | Jean-Pierre Jaussaud                | Peter Gethin                           | John Surtees Bob Wollek                 | Surtees-Ford Brabham-Ford          |
| 10   | Mantorp Park   | 1'45:50.0             | 167.031 km/h              | Peter Gethin                        | Peter Gethin                           | Mike Hailwood                           | Surtees-Ford                       |
| 11   | Pergusa-Enna   | 1'33:22.8 1'33:46.2   | 197.264 km/h 196.443 km/h | Mike Hailwood                       | Carlos Pace                            | Henri Pescarolo Patrick Depailler       | Brabham-Ford Elf Alpine-Ford       |
| 12   | Salzburgring   | 1'13:31.76            | 207.493 km/h              | Carlos Pace                         | Mike Hailwood                          | Mike Hailwood                           | Surtees-Ford                       |
| 13   | Albi           | 0'37:53.5             | 184.239 km/h              | Dave Morgan                         | Patrick Depailler                      | Jean-Pierre Jaussaud                    | Brabham-Ford                       |
| 14   | Hockenheim     | 1'07:22.7 1'07:40,6   | 193.458 km/h 192.605 km/h | Emerson Fittipaldi 3. Mike Hailwood | Emerson Fittipaldi                     | Tim Schenken Mike Hailwood              | Brabham-Ford Cosworth Surtees-Ford |

### Classifica Piloti
| Punti | 9 | 6 | 4 | 3 | 2 | 1 |

Contano i 10 migliori risultati. Nessuno deve scartare. Solo i piloti non graduati possono far segnare punti validi.
| Pos. | Nome                  | Paese          | Team                   | Telaio     | Motore | Regno Unito (bandiera) | [ 6 ] | Germania (bandiera) | Francia (bandiera) | Regno Unito (bandiera) | Germania (bandiera) | Francia (bandiera) | Austria (bandiera) | Italia (bandiera) | Svezia (bandiera) | Italia (bandiera) | Austria (bandiera) | Francia (bandiera) | Germania (bandiera) | PUnti Totali |
| ---- | --------------------- | -------------- | ---------------------- | ---------- | ------ | ---------------------- | ----- | ------------------- | ------------------ | ---------------------- | ------------------- | ------------------ | ------------------ | ----------------- | ----------------- | ----------------- | ------------------ | ------------------ | ------------------- | ------------ |
| 1    | Mike Hailwood         | Regno Unito    | Team Surtees           | Surtees    | Ford   | 2                      | -     | -                   | 2                  | 6                      | -                   | 9                  | 9                  | -                 | 9                 | -                 | 9                  | -                  | 9                   | 55           |
| 2    | Jean-Pierre Jaussaud  | Francia        | Écurie A.S.C.A.        | Brabham    | Ford   | -                      | -     | 9                   | 3                  | -                      | 9                   | -                  | -                  | 2                 | 4                 | 1                 | -                  | 9                  | -                   | 37           |
| 3    | Patrick Depailler     | Francia        | Coombs Racing          | March      | Ford   | -                      | -     | -                   | 6                  | 2                      | -                   | -                  | 3                  | -                 | -                 | 9                 | 1                  | 6                  | -                   | 27           |
| 4    | Carlos Reutemann      | Argentina      | Motul Rondel Racing    | Brabham    | Ford   | 4                      | -     | -                   | -                  | 4                      | 3                   | 6                  | 6                  | -                 | 1                 | 2                 | -                  | -                  | -                   | 26           |
| 5    | Niki Lauda            | Austria        | March Engineering      | March      | Ford   | 6                      | 9     | -                   | -                  | -                      | -                   | -                  | -                  | 6                 | -                 | -                 | 2                  | -                  | 2                   | 25           |
| 6    | Dave Morgan           | Regno Unito    | Reeves Racing          | Brabham    | Ford   | 9                      | -     | -                   | -                  | -                      | 2                   | 4                  | 4                  | -                 | -                 | -                 | 4                  | -                  | -                   | 23           |
| 7    | Bob Wollek            | Francia        | Motul Rondel Racing    | Brabham    | Ford   | -                      | -     | 4                   | 1                  | -                      | -                   | 1                  | 2                  | 9                 | -                 | -                 | -                  | 4                  | -                   | 21           |
| 8    | Jody Scheckter        | Sudafrica      | McLaren                | McLaren    | Ford   | 3                      | -     | -                   | -                  | 9                      | -                   | -                  | -                  | 3                 | -                 | -                 | -                  | -                  | -                   | 15           |
| 9    | Mike Beuttler         | Regno Unito    | Team Clarke-Mordaunt   | March      | Ford   | -                      | -     | 6                   | -                  | -                      | 6                   | -                  | -                  | -                 | -                 | -                 | -                  | -                  | -                   | 12           |
|      | Peter Gethin          | Regno Unito    | Chevron Racing         | Chevron    | Ford   | -                      | -     | -                   | 9                  | -                      | -                   | -                  | -                  | -                 | -                 | -                 | 3                  | -                  | -                   | 12           |
| 11   | Carlos Ruesch         | Argentina      | Team Surtees           | Surtees    | Ford   | -                      | -     | -                   | -                  | -                      | 1                   | -                  | 1                  | -                 | 2                 | 6                 | -                  | 1                  | -                   | 11           |
| 12   | Wilson Fittipaldi     | Brasile        | Team Bardahl           | Brabham    | Ford   | -                      | -     | -                   | -                  | -                      | -                   | -                  | -                  | -                 | -                 | 4                 | -                  | -                  | 6                   | 10           |
| 13   | Xavier Perrot         | Svizzera       | Squadra Tartarurga     | March      | Ford   | 1                      | -     | 3                   | -                  | -                      | 4                   | -                  | -                  | -                 | -                 | -                 | -                  | -                  | -                   | 8            |
| 14   | Jean-Pierre Jabouille | Francia        | Coombs Racing          | March      | Ford   | -                      | -     | -                   | -                  | -                      | -                   | -                  | -                  | -                 | 6                 | -                 | -                  | -                  |                     | 7            |
| 14   | Jean-Pierre Jabouille | Francia        | Coombs Racing          | Elf-Alpine | Ford   |                        |       |                     |                    |                        |                     |                    |                    |                   |                   |                   |                    |                    | 1                   | 7            |
| 15   | Patrick Dal Bo        | Francia        | Banting & Earle Racing | Pygmée     | Ford   | -                      | 6     | -                   | -                  | -                      | -                   | -                  | -                  | -                 | -                 | -                 | -                  | -                  | -                   | 6            |
|      | Carlos Pace           | Brasile        | Team Surtees           | Surtees    | Ford   | -                      | -     | -                   | -                  | -                      | -                   | -                  | -                  | -                 | -                 | -                 | 6                  | -                  | -                   | 6            |
| 17   | Tom Belsø             | Danimarca      | Team Viking            | Brabham    | Ford   | -                      | -     | 2                   | -                  | -                      | -                   | -                  | -                  | -                 | -                 | -                 | -                  | 3                  | -                   | 5            |
|      | James Hunt            | Regno Unito    | Hesketh Racing         | March      | Ford   | -                      | -     | -                   | -                  | -                      | -                   | -                  | -                  | -                 | -                 | -                 | -                  | 2                  | 3                   | 5            |
| 19   | Claudio Francisci     | Italia         | Elcom Racing           | Brabham    | Ford   | -                      | 4     | -                   | -                  | -                      | -                   | -                  | -                  | -                 | -                 | -                 | -                  | -                  | -                   | 4            |
|      | David Purley          | Regno Unito    | Lec                    | March      | Ford   | -                      | -     | -                   | 4                  | -                      | -                   | -                  | -                  | -                 | -                 | -                 | -                  | -                  | -                   | 4            |
|      | Andrea De Adamich     | Italia         | Team Surtees           | Surtees    | Ford   | -                      | -     | -                   | -                  | -                      | -                   | -                  | -                  | 4                 | -                 | -                 | -                  | -                  | -                   | 4            |
|      | John Watson           | Regno Unito    | Team McCall-Tui        | Leda-Tui   | Ford   | -                      | -     | -                   | -                  | -                      | -                   | 3                  | -                  | 1                 | -                 | -                 | -                  | -                  | -                   | 4            |
|      | Tino Brambilla        | Italia         | Corridore privato      | March      | Ford   | -                      | -     | -                   | -                  | -                      | -                   | -                  | -                  | -                 | -                 | -                 | -                  | -                  | 4                   | 4            |
| 24   | Vic Elford            | Regno Unito    | Chevron Racing         | Chevron    | Ford   | -                      | -     | -                   | -                  | 3                      | -                   | -                  | -                  | -                 | -                 | -                 | -                  | -                  | -                   | 3            |
|      | Brett Lunger          | Stati Uniti    | Space Racing           | March      | Ford   | -                      | -     | -                   | -                  | -                      | -                   | -                  | -                  | -                 | 3                 | -                 | -                  | -                  | -                   | 3            |
|      | Hiroshi Kazato        | Giappone       | Bloore Racing          | March      | Ford   | -                      | -     | -                   | -                  | -                      | -                   | -                  | -                  | -                 | -                 | 3                 | -                  | -                  | -                   | 3            |
| 27   | José Dolhem           | Francia        | Team Arnold            | March      | Ford   | -                      | -     | -                   | -                  | -                      | -                   | 2                  | -                  | -                 | -                 | -                 | -                  | -                  | -                   | 2            |
| 28   | John Wingfield        | Regno Unito    | Nicoby Racing          | Brabham    | Ford   | -                      | -     | 1                   | -                  | -                      | -                   | -                  | -                  | -                 | -                 | -                 | -                  | -                  | -                   | 1            |
|      | Jochen Mass           | Germania Ovest | March Engineering      | March      | Ford   | -                      | -     | -                   | -                  | 1                      | -                   | -                  | -                  | -                 | -                 | -                 | -                  | -                  | -                   | 1            |